# Biserica de lemn din Rătez

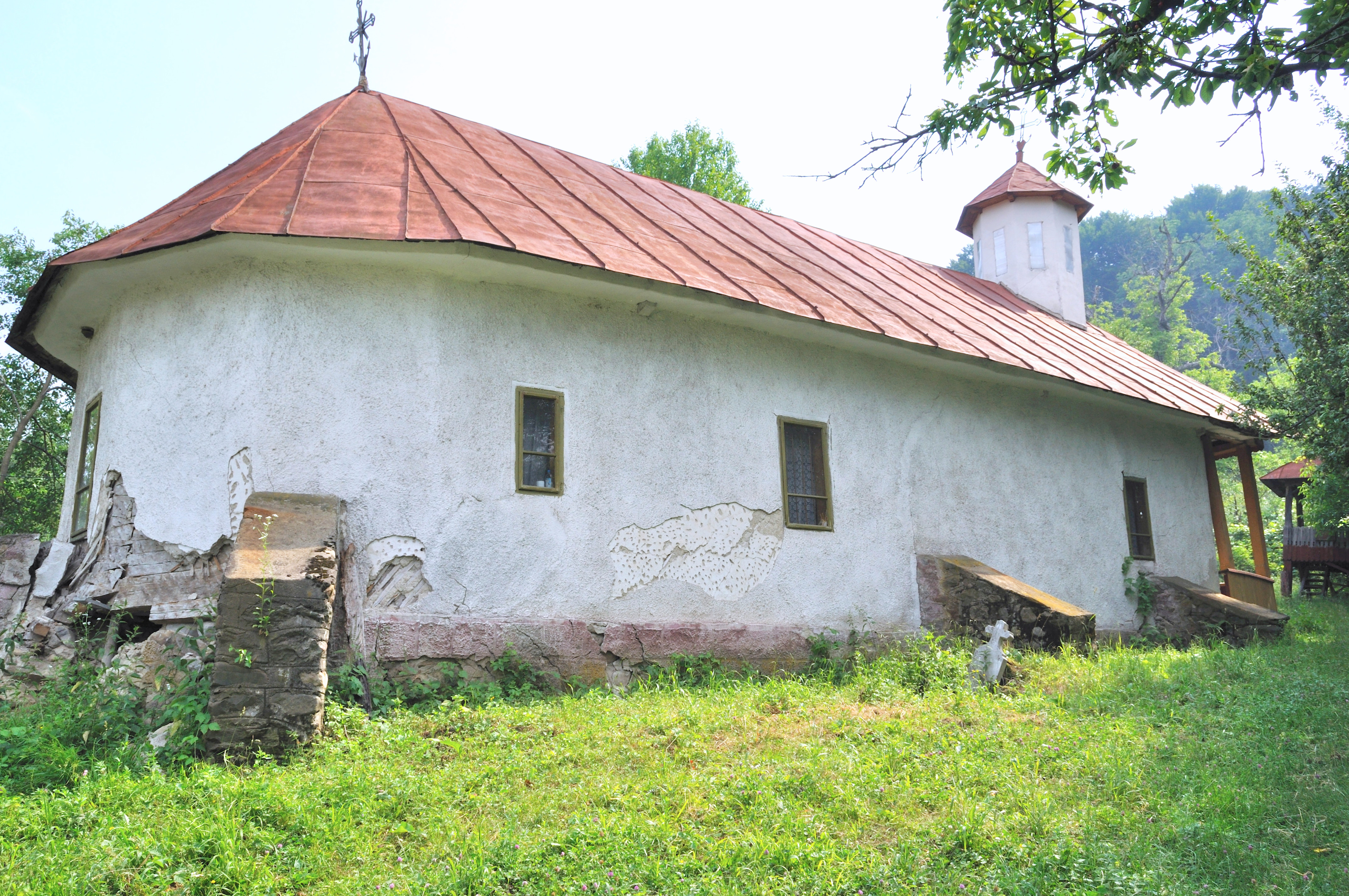
Biserica de lemn „Sfântul Nicolae” din Rătez, județul Gorj, foto: iunie 2010.

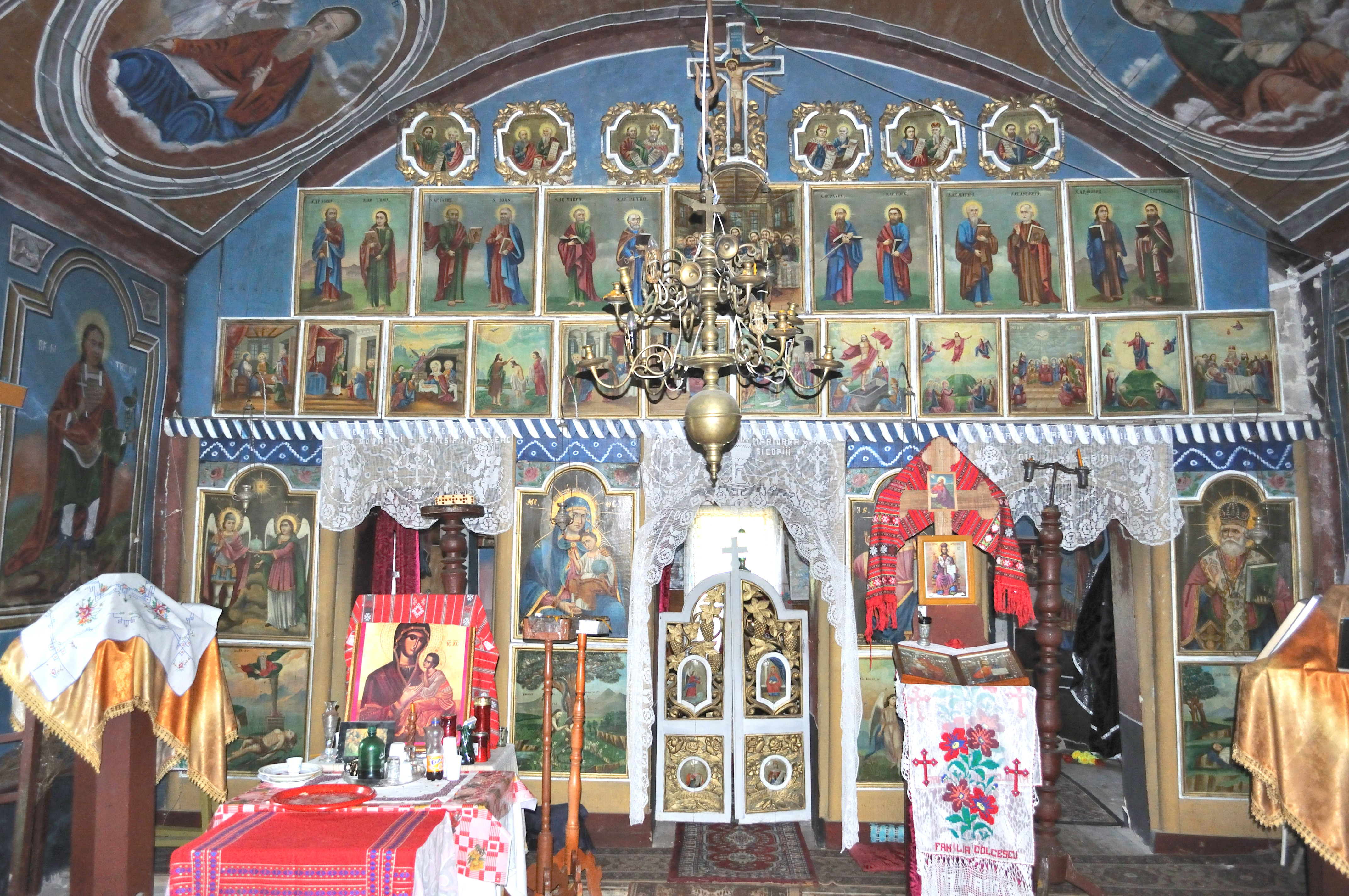
Iconostasul

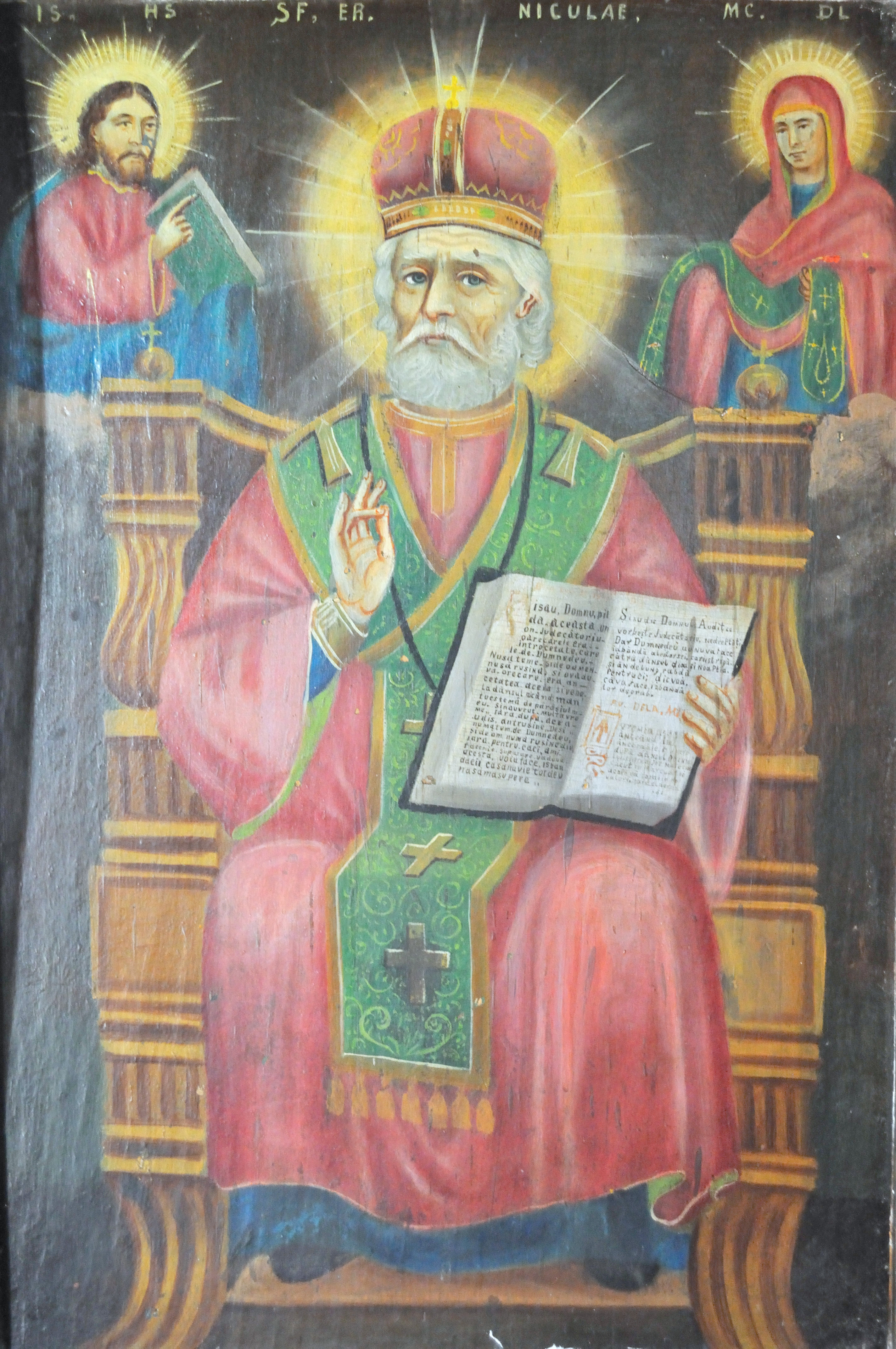
Icoana de hram „Sfântul Ierarh Nicolae”

Biserica de lemn din Rătez, comuna Godinești, județul Gorj, a fost construită în 1885. Are hramul „Sfântul Nicolae”. Biserica nu se află pe noua listă a monumentelor istorice.

## Istoric și trăsături
Rătez este o așezare veche. Prima atestare documentară: satul Rătez este amintit într-un document de la 25 octombrie 1593, când Mihai Viteazul întărește lui Nicula din Glogova stăpânire peste un iaz cumpărat în hotarul Rătezu cu 1600 de aspri. Biserica cu hramul „Sfântul Nicolae” a fost reclădită din temelie. Amplasamentul inițial al bisericii, dar si al cimitirului a fost in locul numit „Crivina”. Aceste informații provin din trei surse. Prima sursă este relatarea din anul 1971 a bătrânei Eugenia Mihut. Aceasta era de loc din satul Arjoci, din familia Constantin Cernaianu. S-a căsătorit în anul 1912 în Rătez, cu Tanasie Medar, decedat în primul război mondial. Tanasie era fiul lui Ion S Medar. O a doua sursă este relatarea lui Ion Nicolcescu (Ion al lui Ilie) către nepotul său Ion Nasaramba. Cea de a treia sursă este relatarea bătrânei Paraschiva Morjan către nepotul său, Iulian Krestian. Ulterior, cimitirul a fost mutat pe locul numit „in arie” (nu poate spune nimeni cu exactitate când s-a produs această mutare, cea mai veche cruce de piatră cu inscripție datând din anul 1918). Biserica a fost relocată pe un amplasament nou, în satul de sus. Satul Rătez, pentru o mai ușoară localizare a localnicilor, s-a împărțit în două. Partea satului aflată pe înalțimea unui deal (Satul de Sus) și partea satului ce urma cursul ogasului (un firicel de apă) ce izvorăște din locul numit „Fantana Rece” (Satul de Jos). Pe acest fir de apă numit Ogasul Fagetului, pe vremuri având debit constant, a funcționat o moară de apă localizată în zona fostului pod ce lega satul de zona „Cararuia”. Din relatarea lui Antonie Balgar (fiul), aflăm că una din pietrele de moară a fost salvată de tatăl acestuia și adapostită în gospodăriie. Dar, ulterior, nu s-a mai găsit această piatră. Odată cu începerea lucrărilor de construcție a bisericii pe noul amplasament, în locul numit „La Cruce” a fost plantat un plop al carui scop a fost de a proteja turla bisericii de vânturile puternice și trăsnete. Plopul a existat până în anul 2016, când s-a prăbușit   din cauze naturale. Tot ca o curiozitate rămasă neelucidată până în prezent este și construcția cavoului lui Pera, cavou aflat pe dealul din partea de vest a bisericii. Referitor la sat, există probabilitatea (comfirmată de faptul că pe locul numit Coasta, a existat o înșiruire de case) ca acesta să fi apărut inițial pe această locație, dar iată și pisania originală a bisericii, redată fidel, inclusiv semnele de punctuație: „Înumele tatălui si fiului si duhului sfânt sa râclâdit. de nou din temelie siânpodobit.ac.biserică sub patronaju, Sf.Nicolae.de lăcuitori acesti Cm.Retezu sub conducerea unui comitetu gărantî ai lucrari.si.citori.si primi fundători anume: Preot CsPopescu, I.Medari, Ioan Berciu, Ion Cs.Popescu, Nicolae I. Buteică, Cs.Buteică, St.Manescu, Ion S.Medari, si Ioan Dm.Nicolcescu.gărant, citor si casieriu...si cu lacuitori dinpreună, âncepândusa la, anu, 1885 1Maiu terminduse -la-anu 1898 luna octomvrie= 5 =ziua”. Rătez era o așezare rurală înfloritoare în perioada interbelică. A functionat în această localitate o primărie, școala cu două corpuri de clădire și chiar o bancă. În prezent, satul este afectat de procesul accelerat de depopulare. În partea de sus a satului, greu accesibilă, unde se află și biserica, mai trăiesc puține familii. Frumoasa biserică din Rătez, de dimensiuni neobișnuit de mari pentru bisericile gorjene, este încă în pericol. Absida altarului a fost parțial prăbușită, dar, în urma unor lucrări fragile de consolidare efectuate în 2012, biserica a fost, momentan, salvată. În anul 2021, biserica a fost înzestrată cu un clopot nou, prin contribuția preotului A. Giungala și a multor alți săteni sau descendenți ai acestora. Tot în acest an, pridvorul bisericii a fost reabilitat, urmând ca deasupra intrării să fie pictat Sf. Nicolae. Ca o curiozitate, menționăm faptul că hramul satului, diferit de hramul bisericii, este sărbătorit pe data de 20 iulie (Sf. Ilie).

## Imagini din exterior

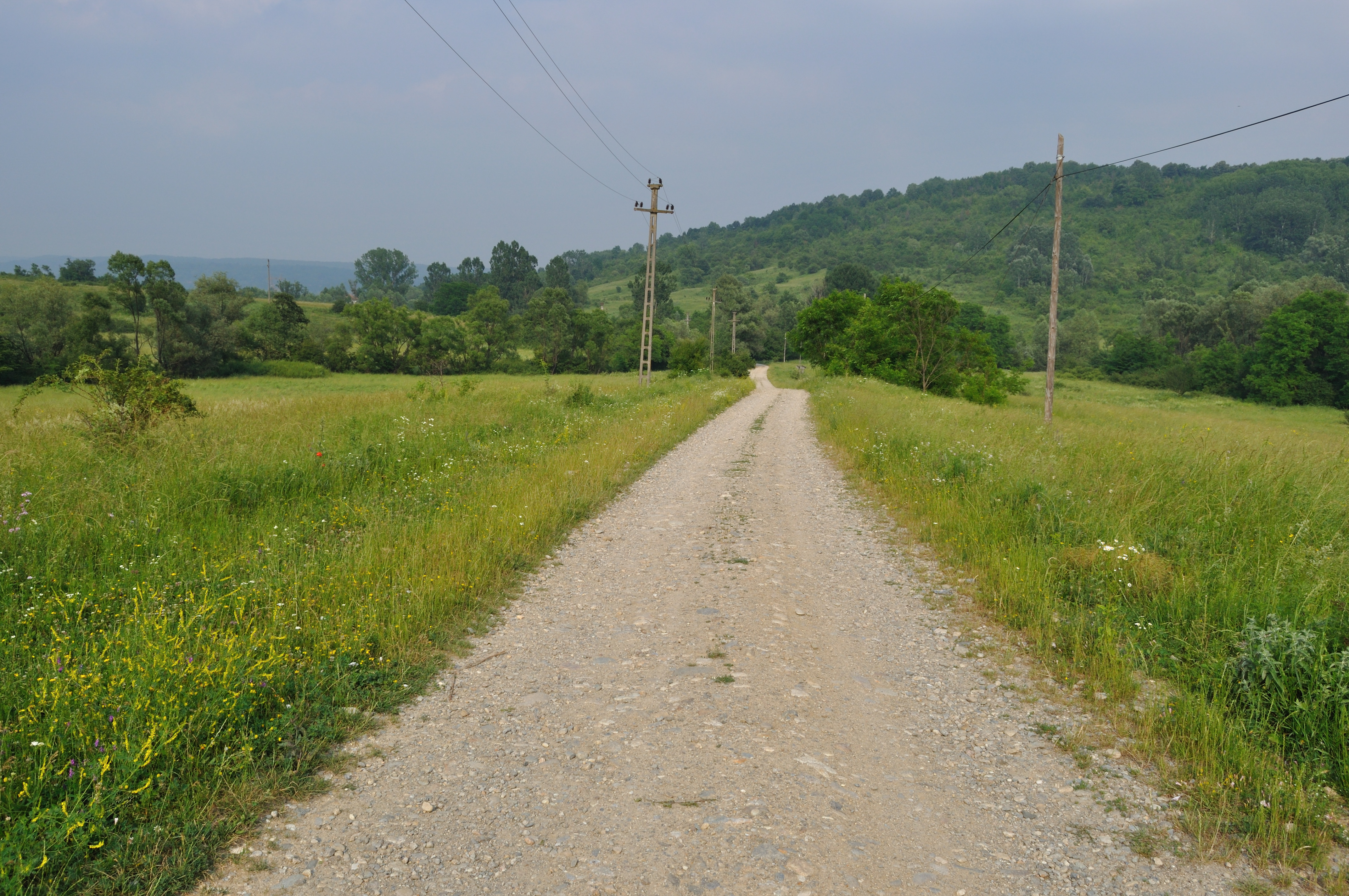
Drumul spre biserică
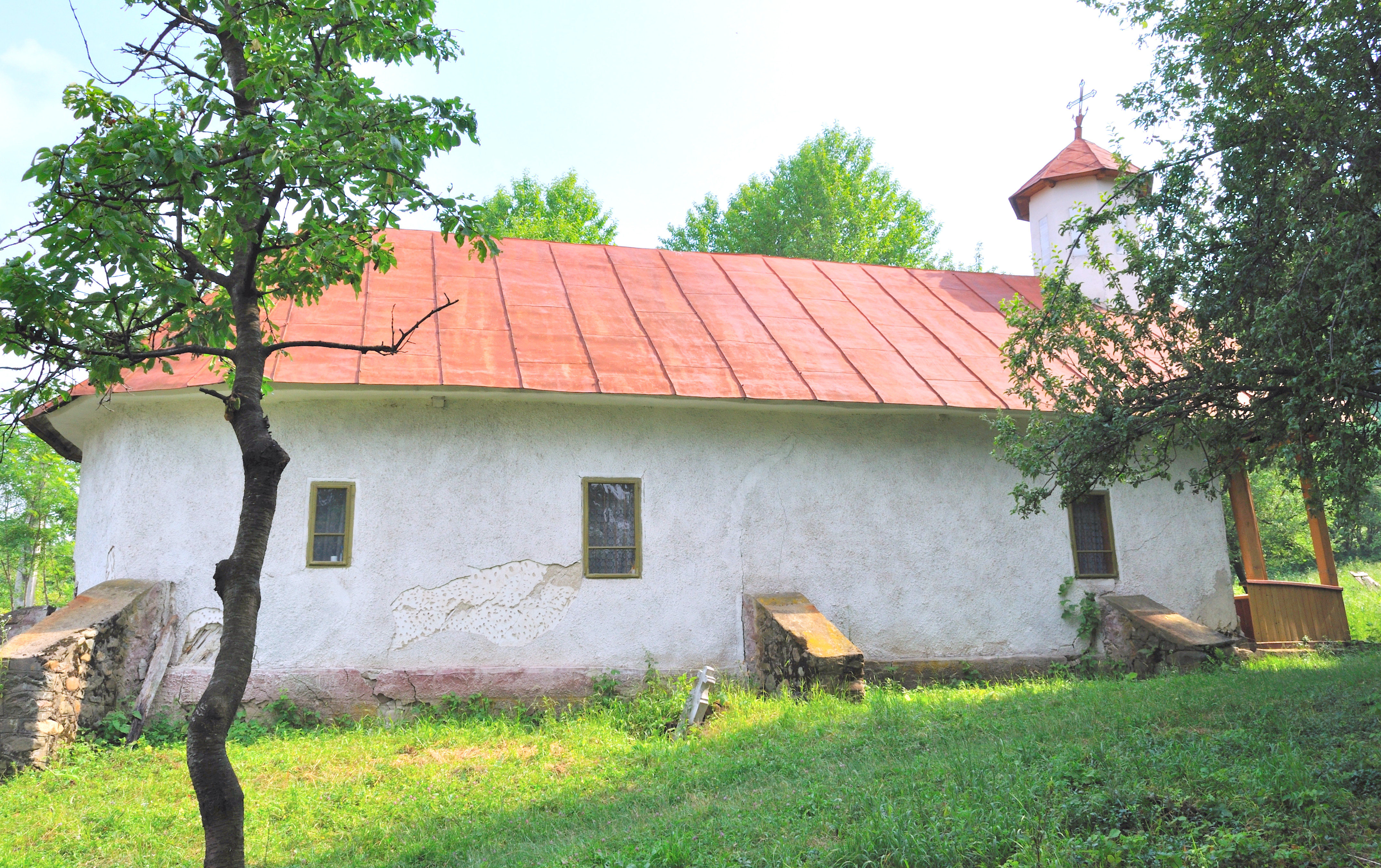
Biserica (nord)
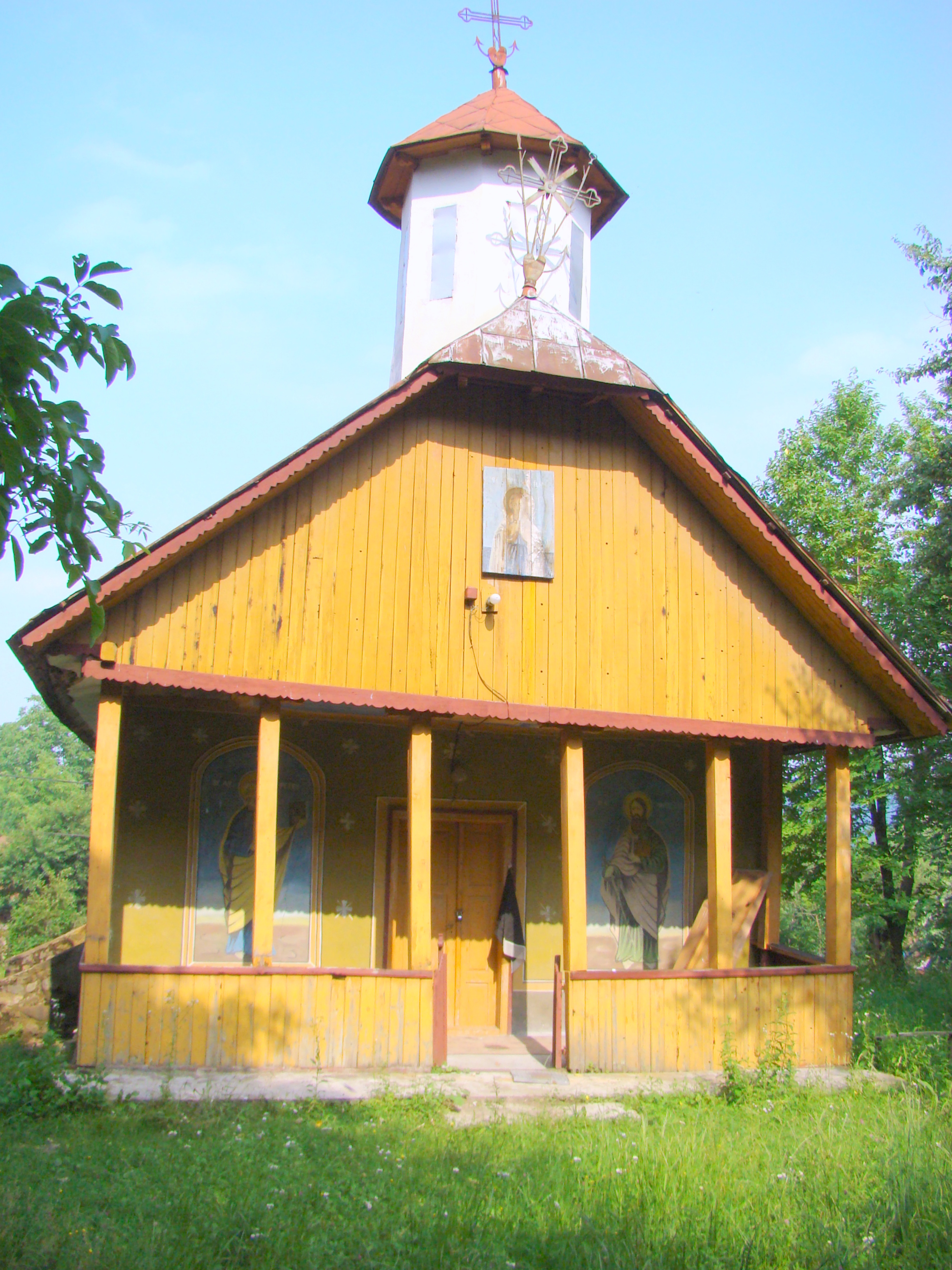
Biserica (vest)
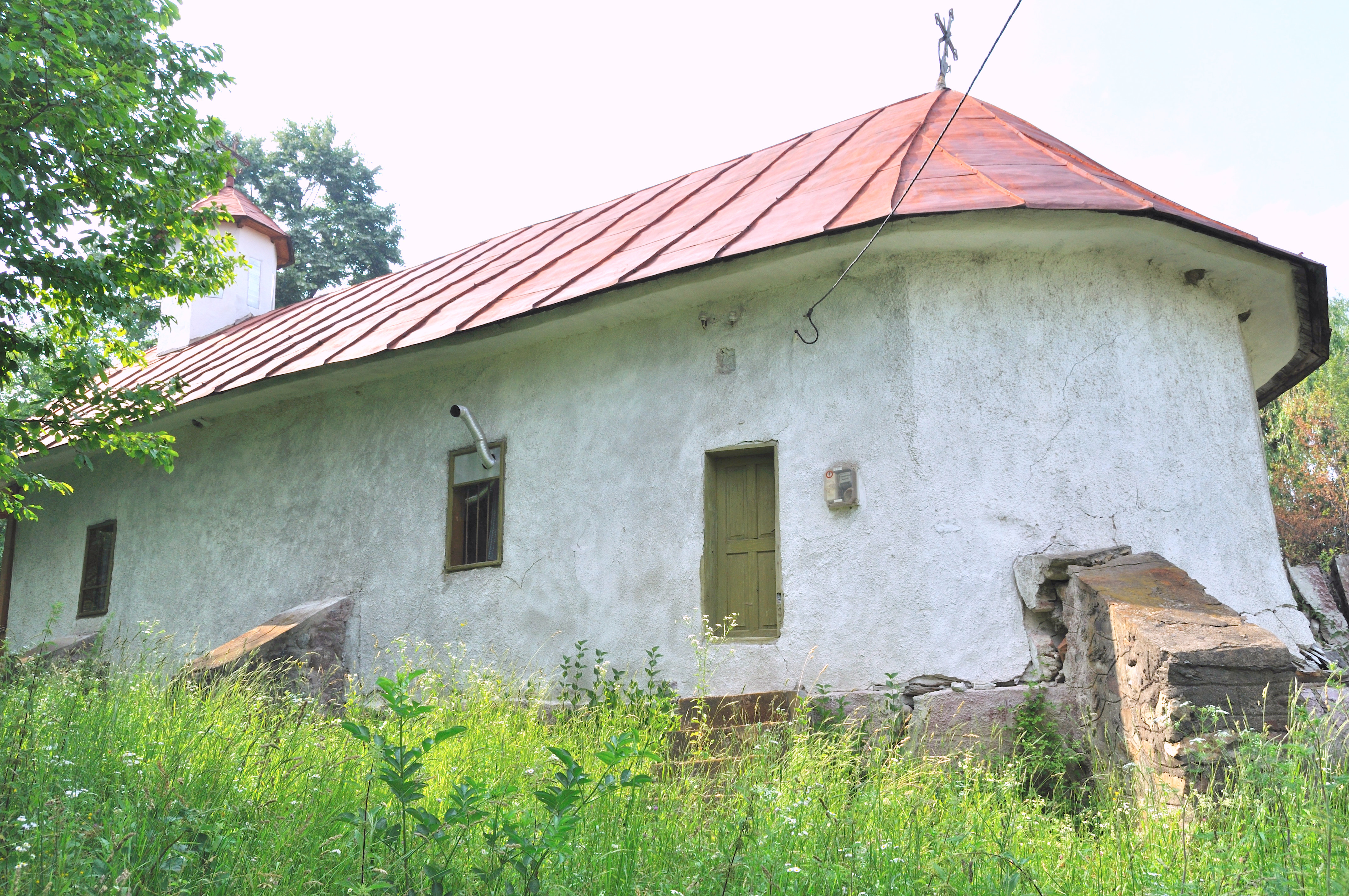
Biserica (sud-est)
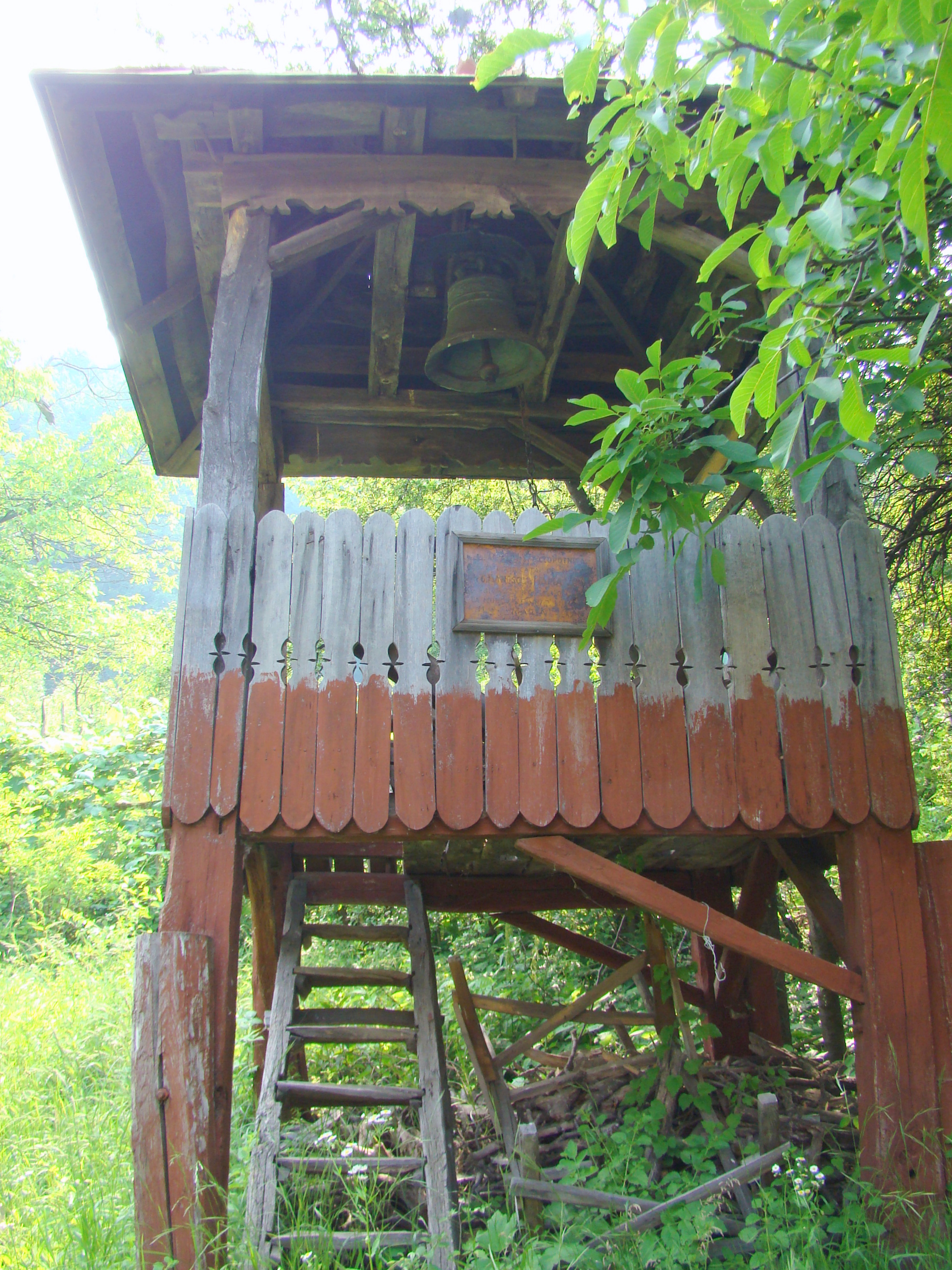
Clopotnița
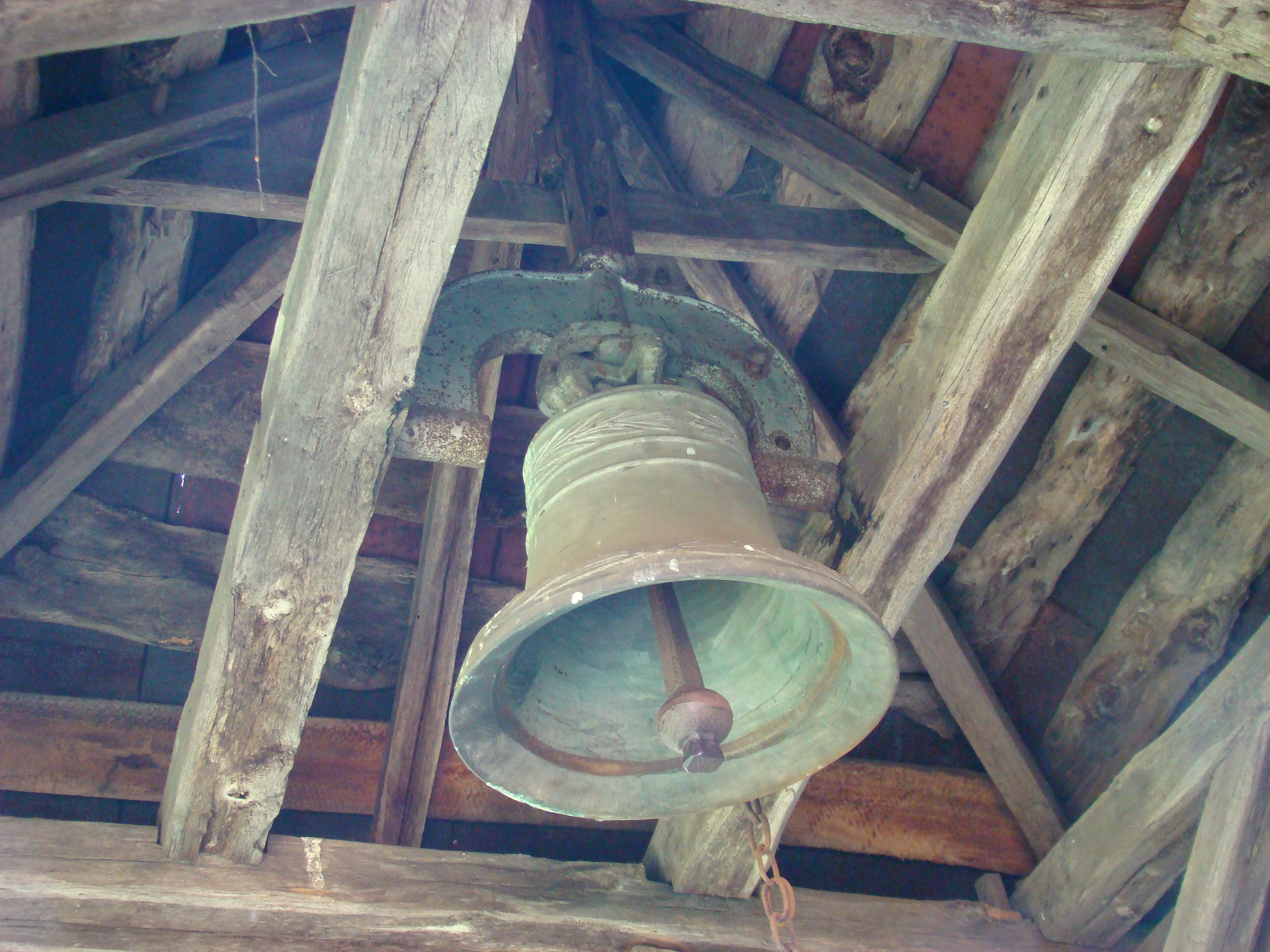
Clopotul
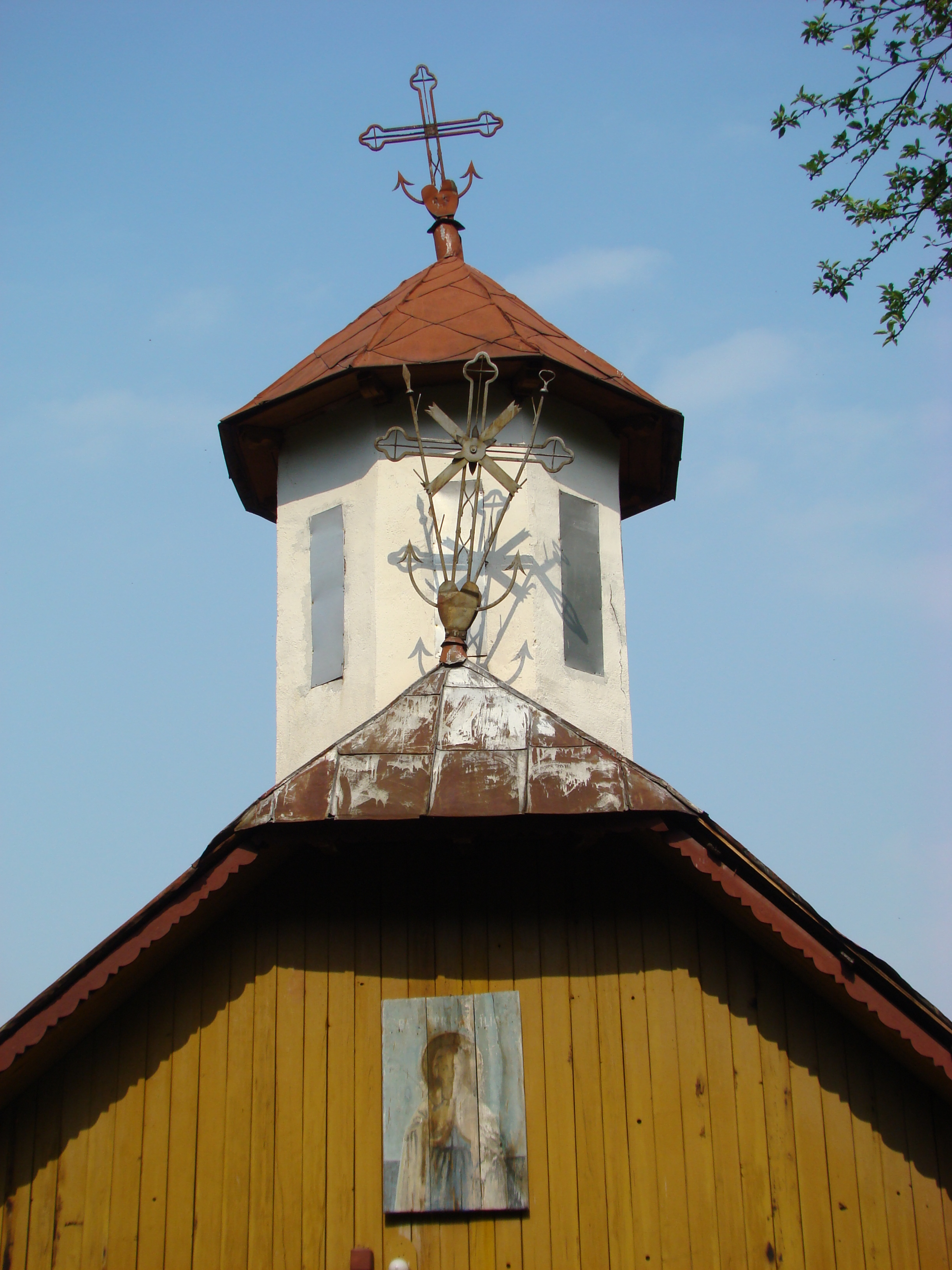
Turnul (vest)
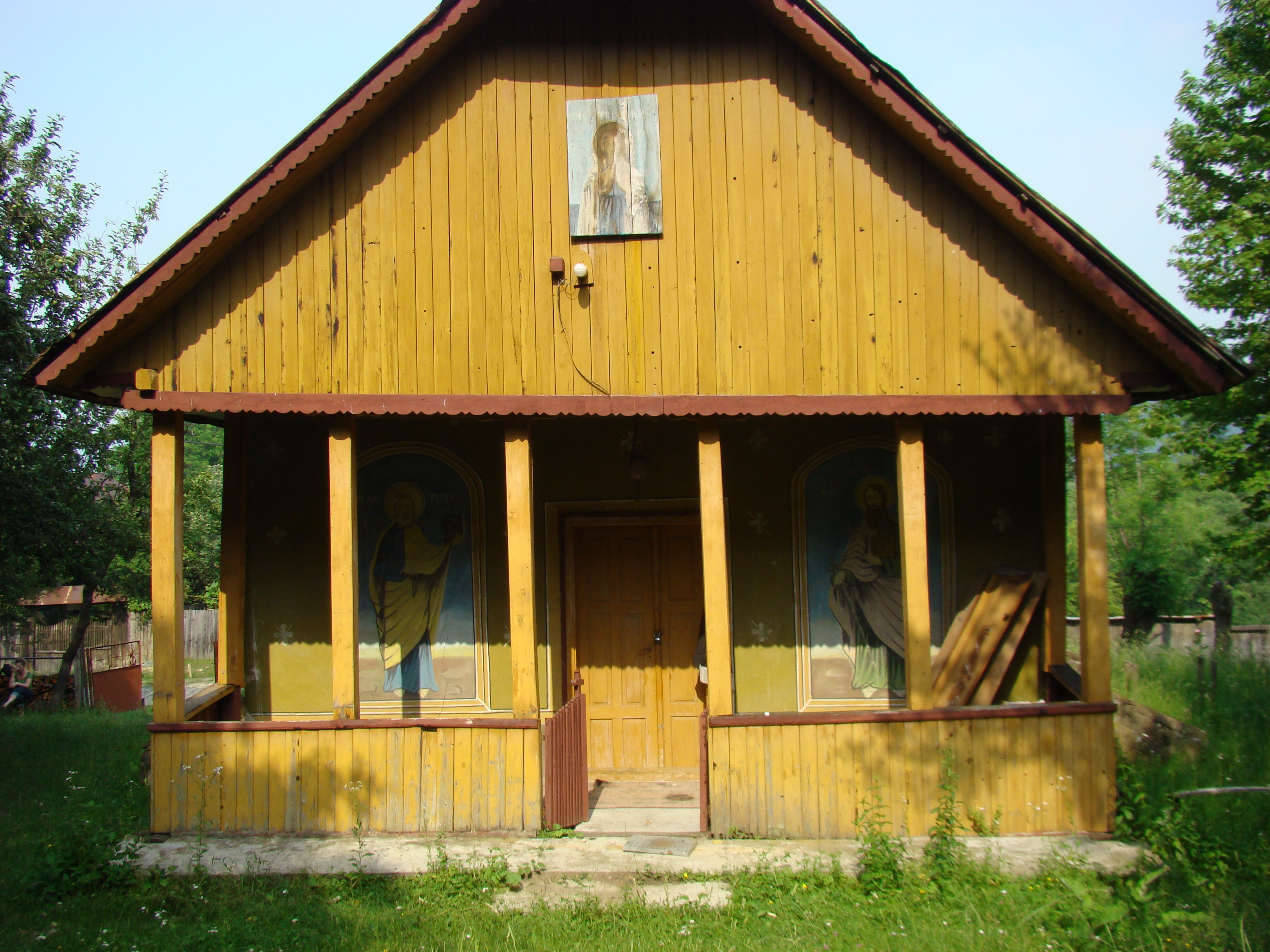
Pridvorul
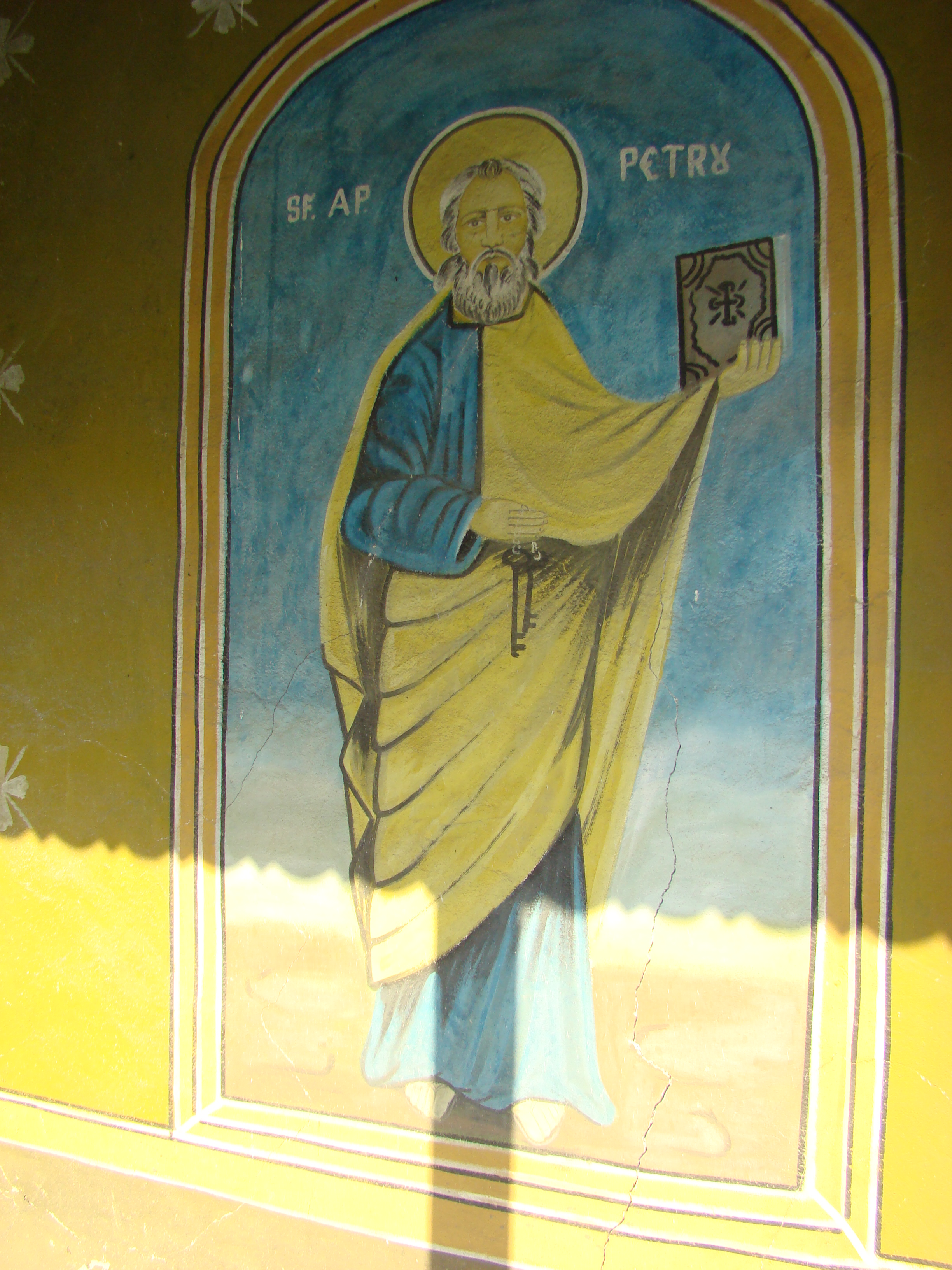
Pictura exterioară „Apostolul Petru”
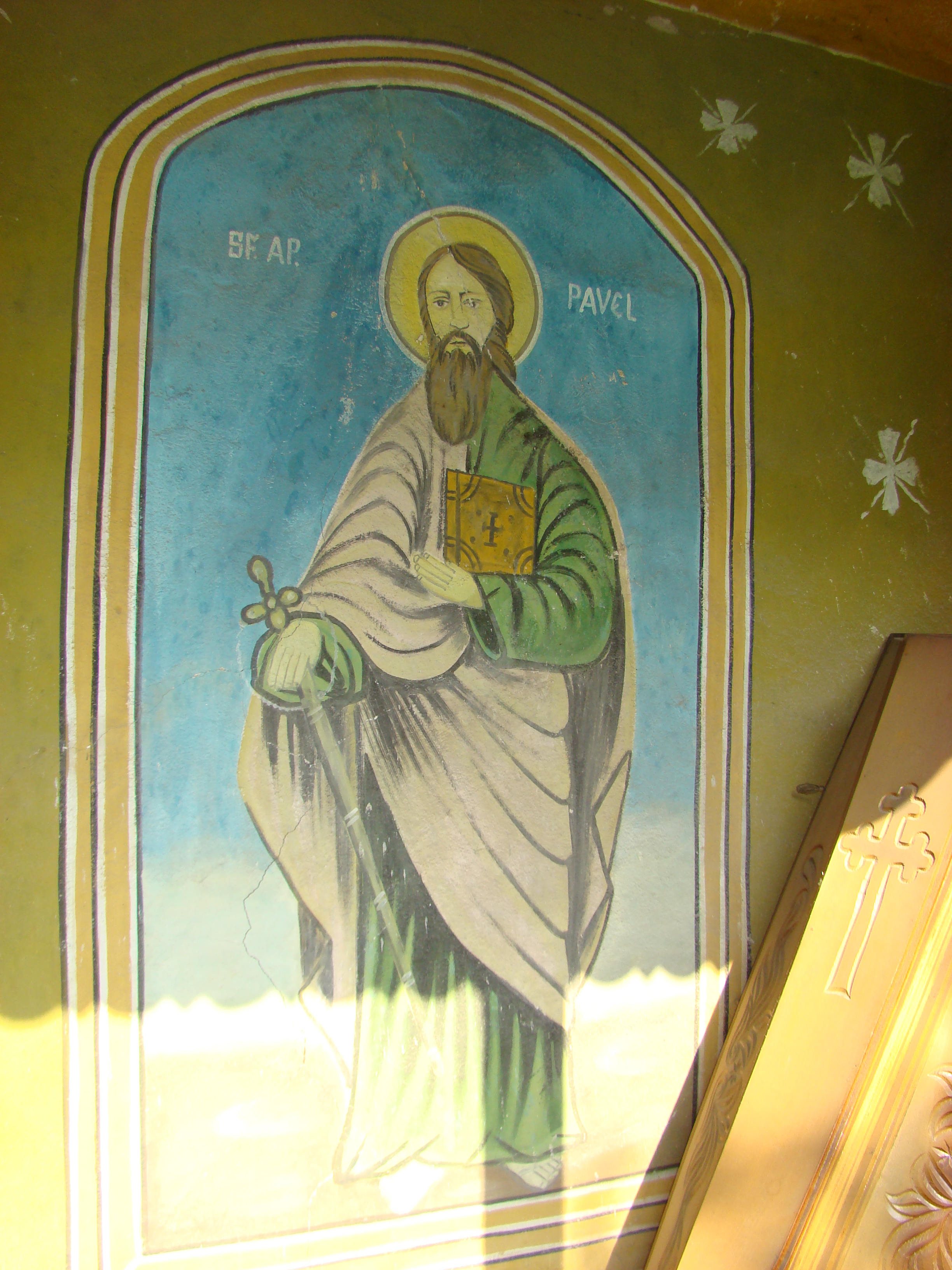
Pictura exterioară „Apostolul Pavel”
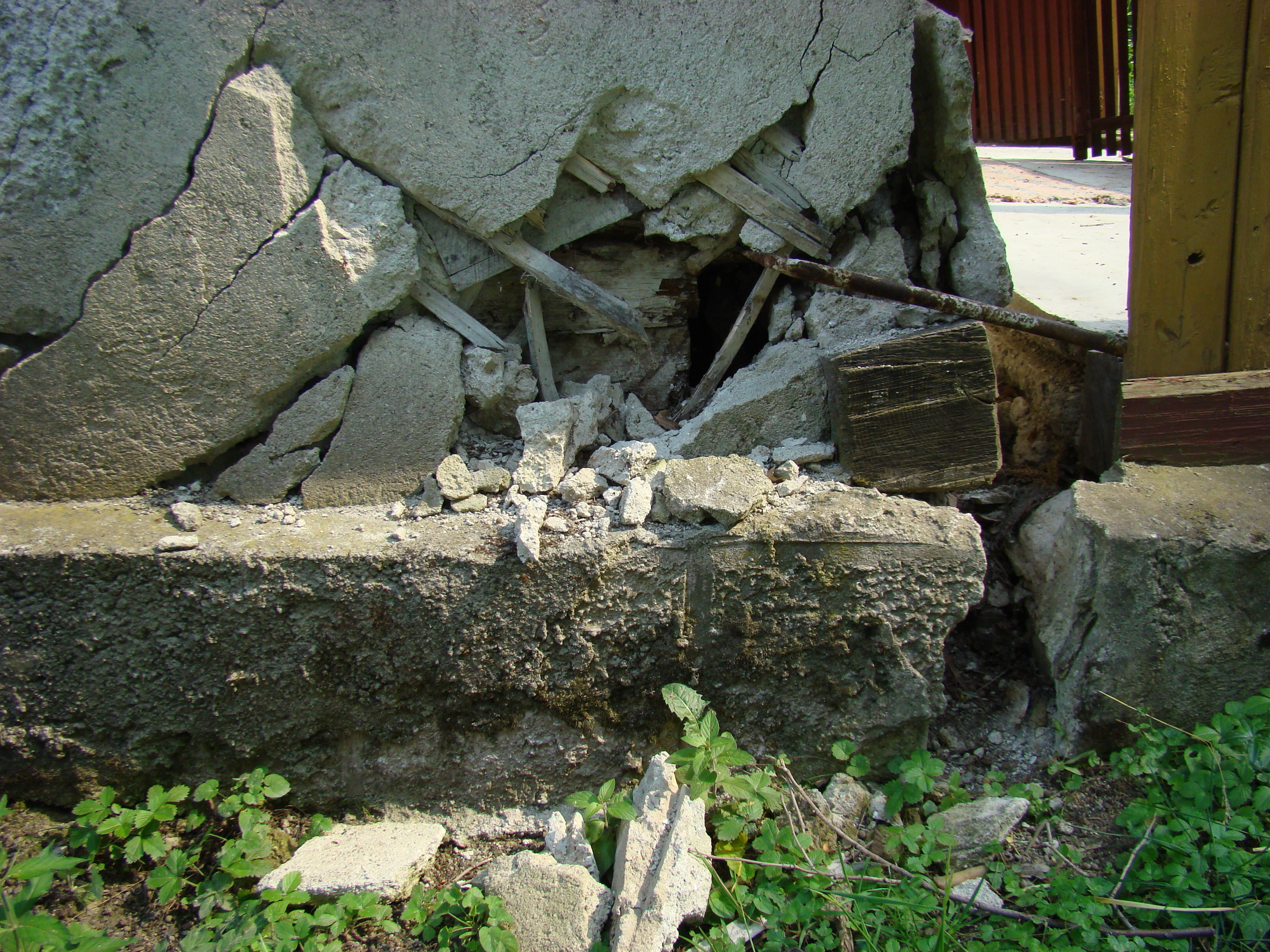
Lemn sub tencuială
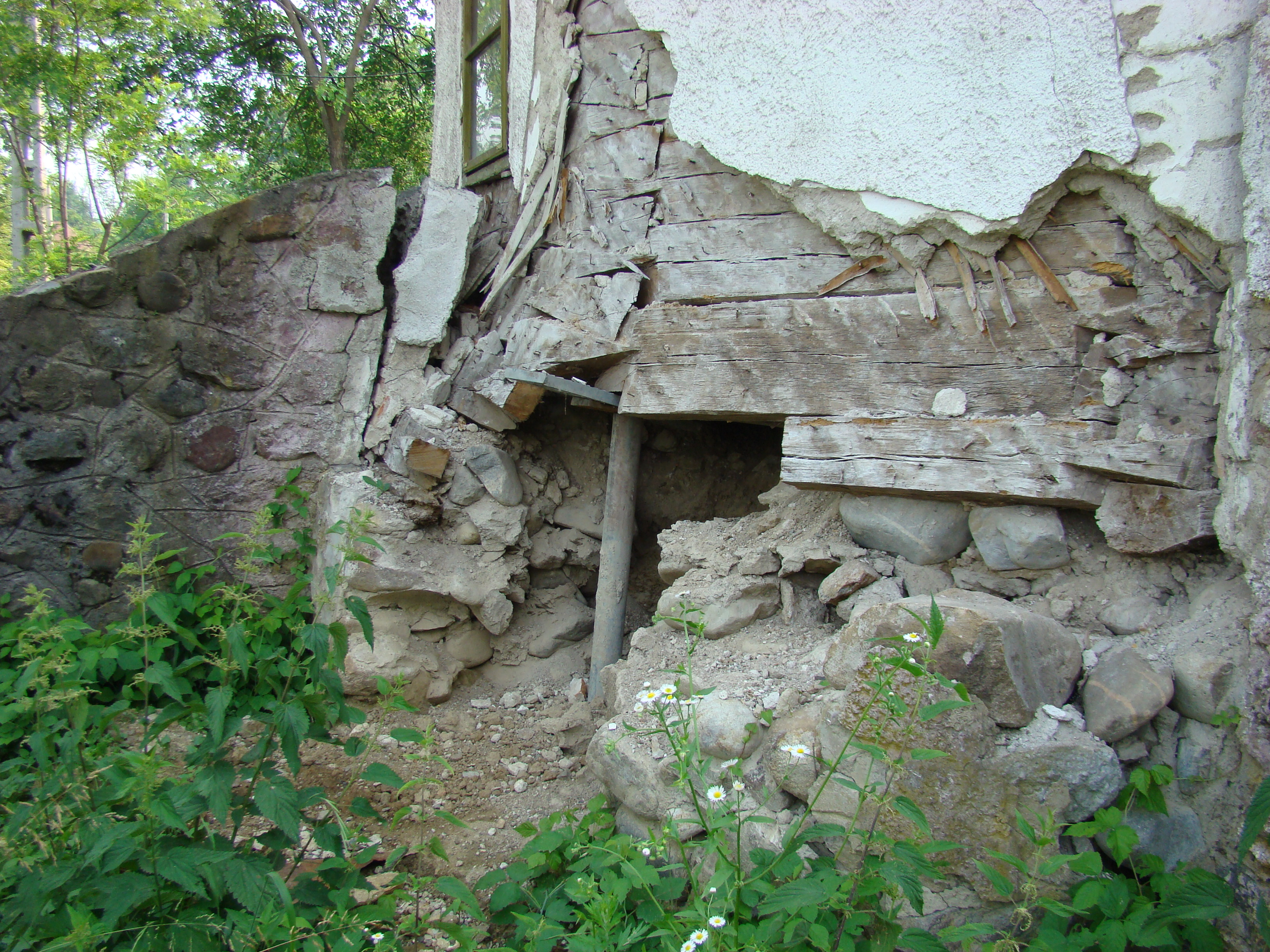
Absida altarului în pericol de prăbușire
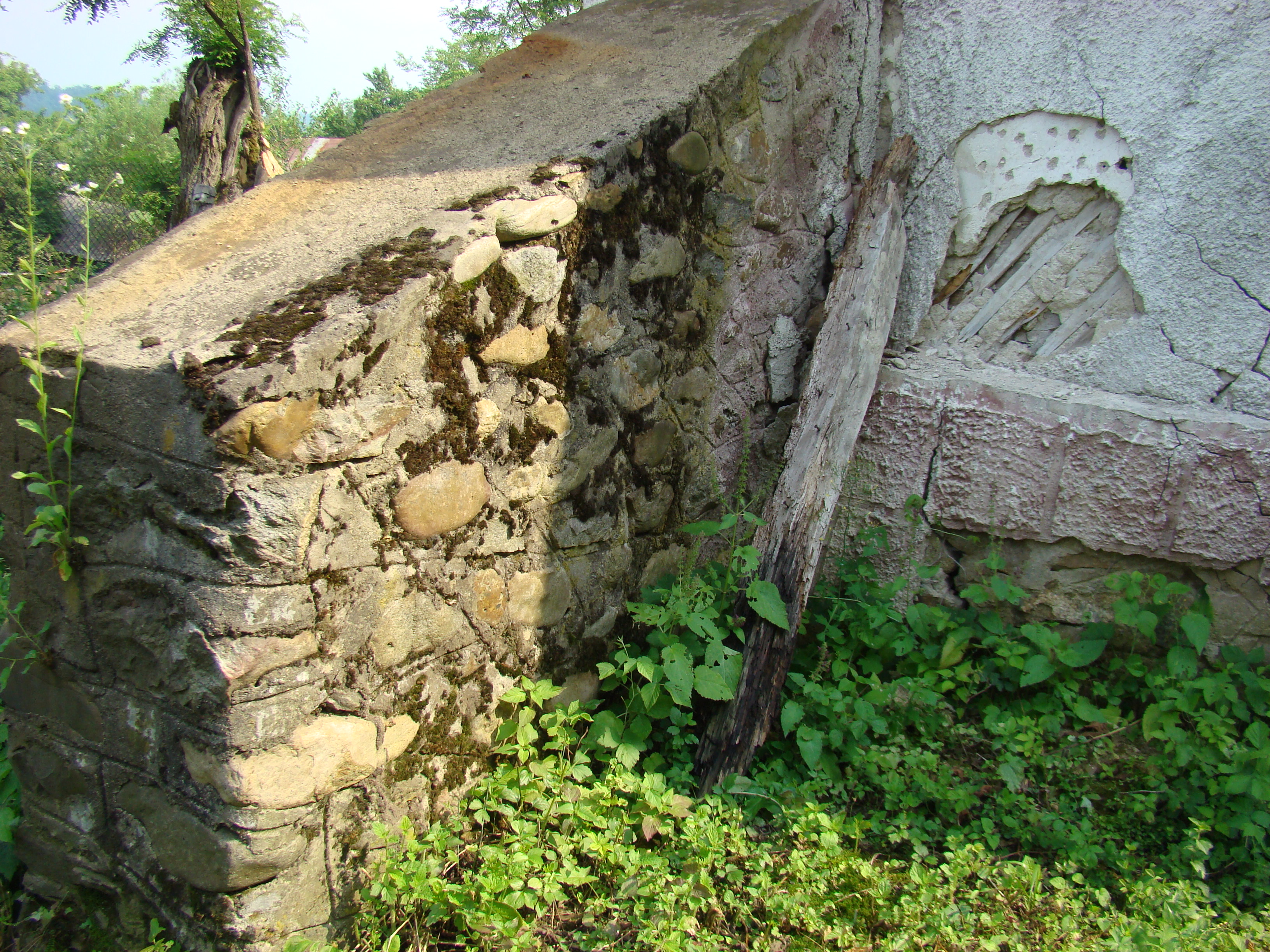
Contrafort
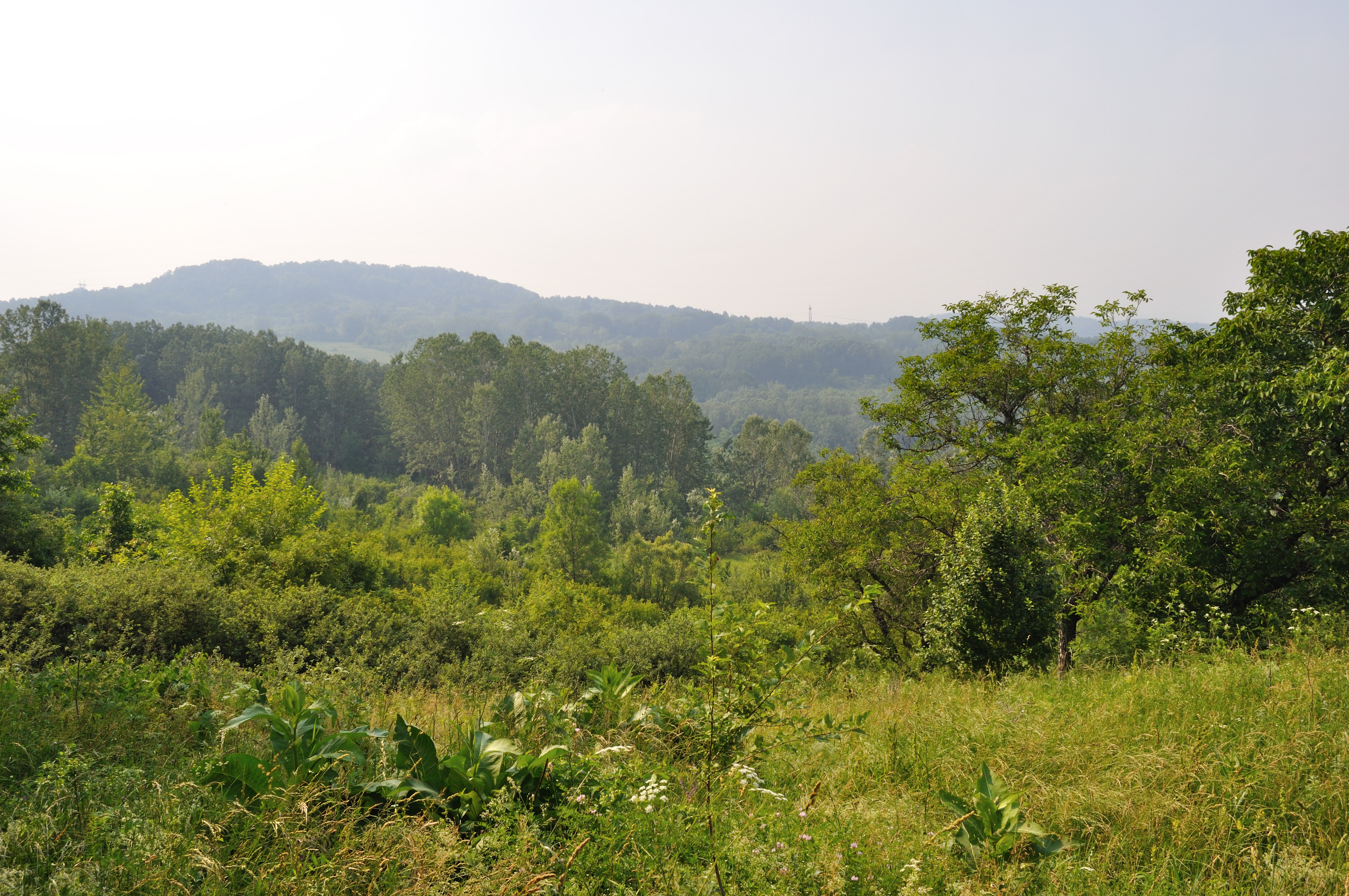
Împrejurimile bisericii
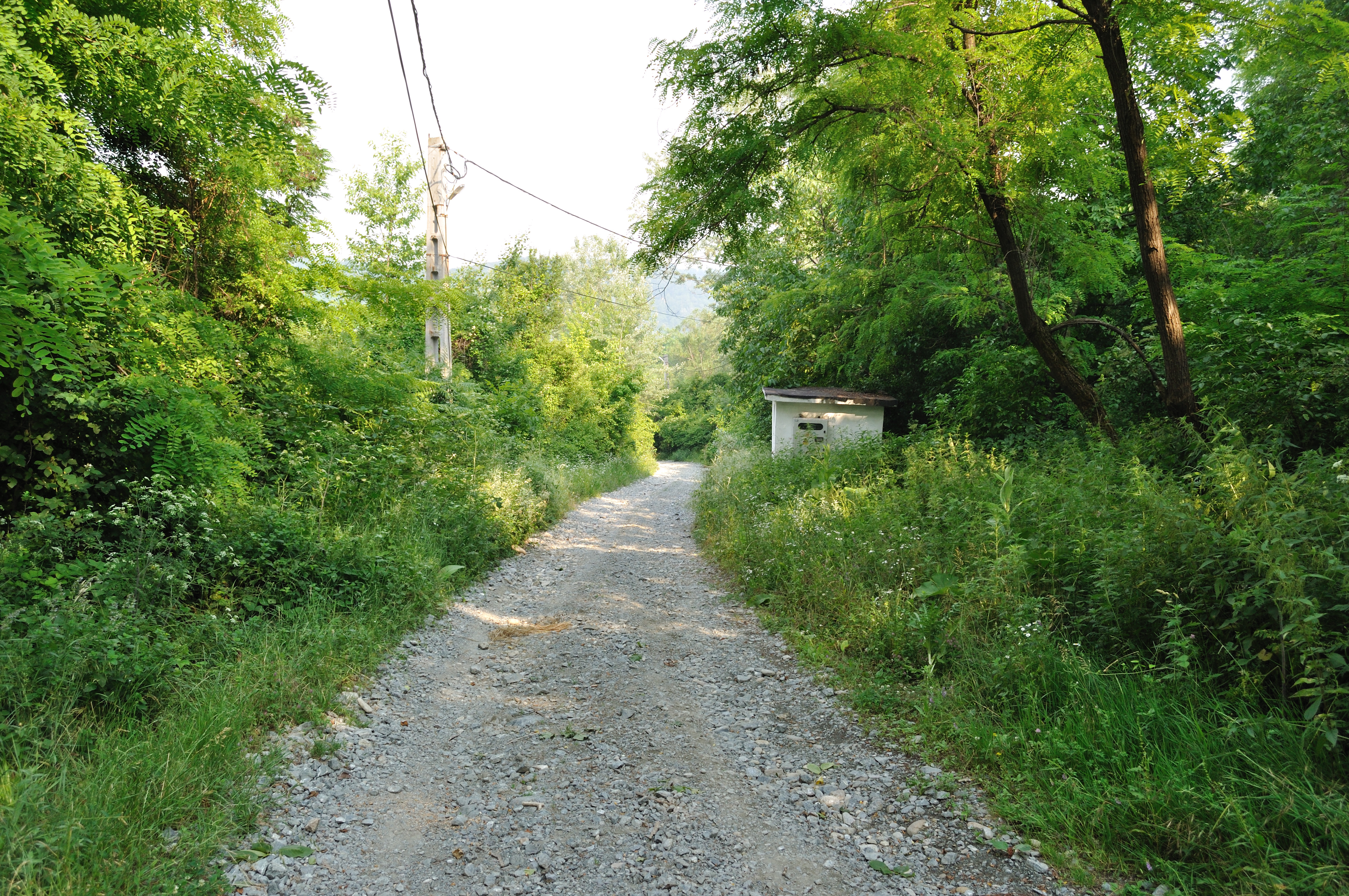
Drumul spre biserică

## Imagini din interior

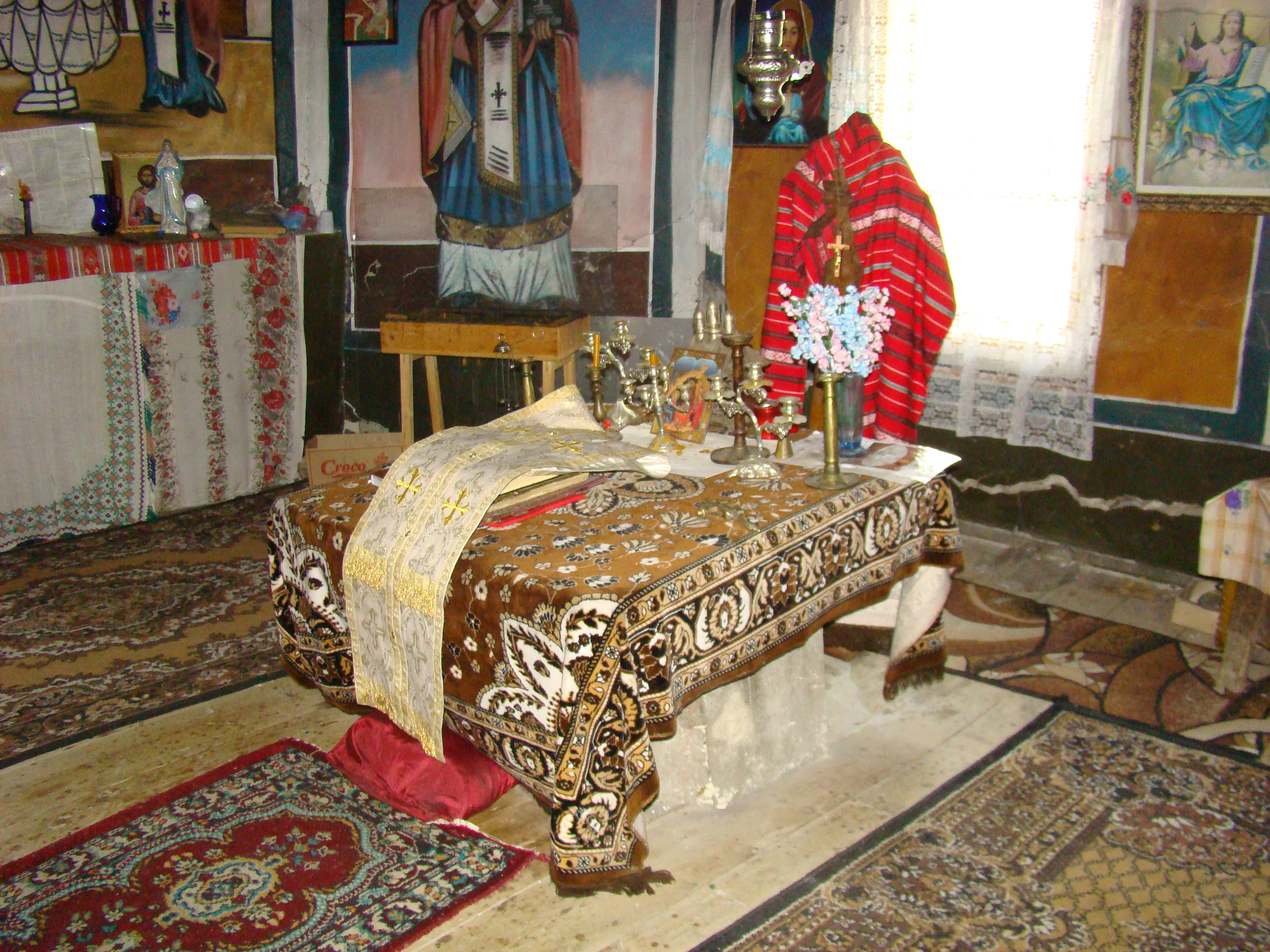
Masa altarului
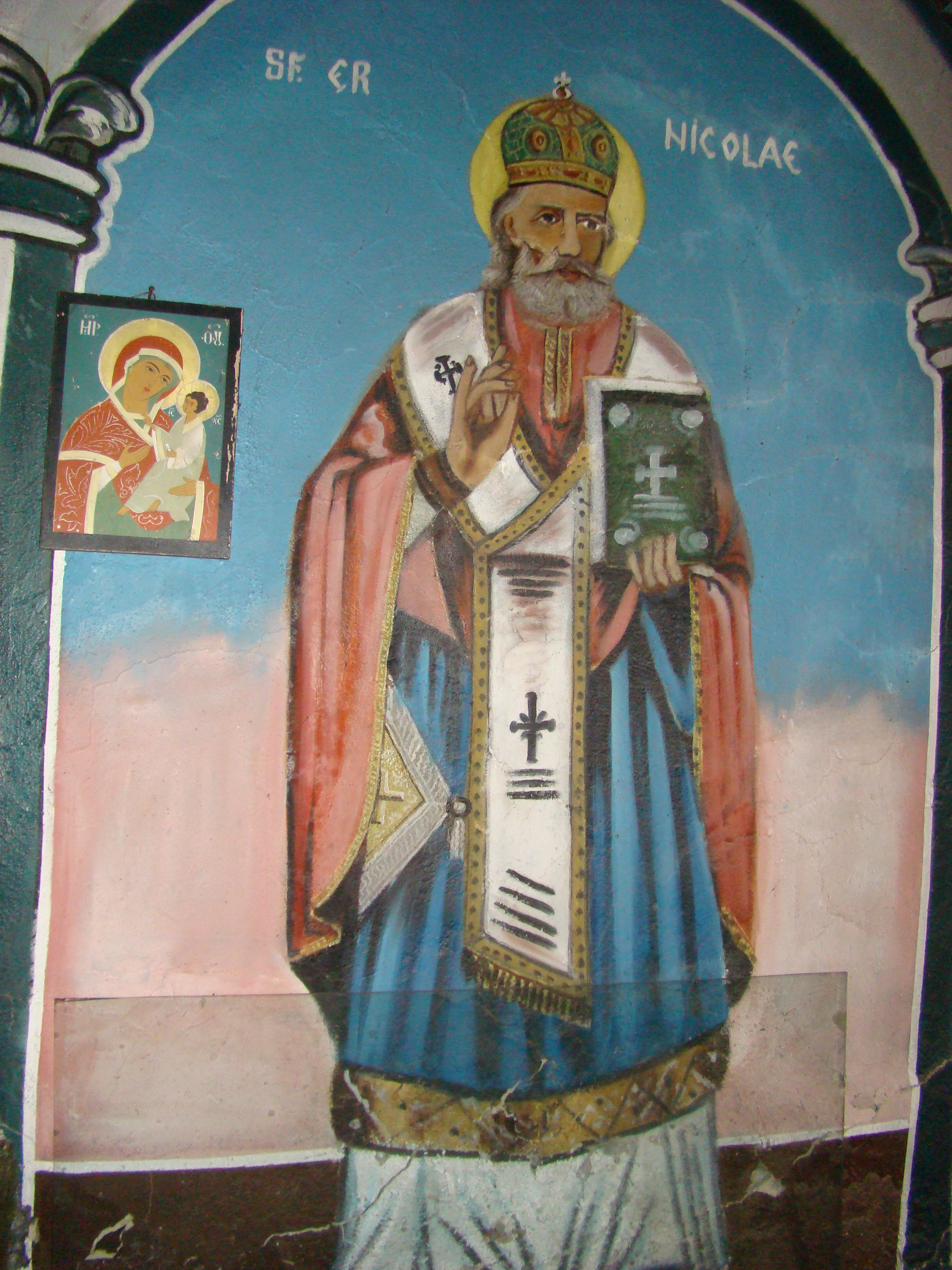
Sfântul Ierarh Nicolae
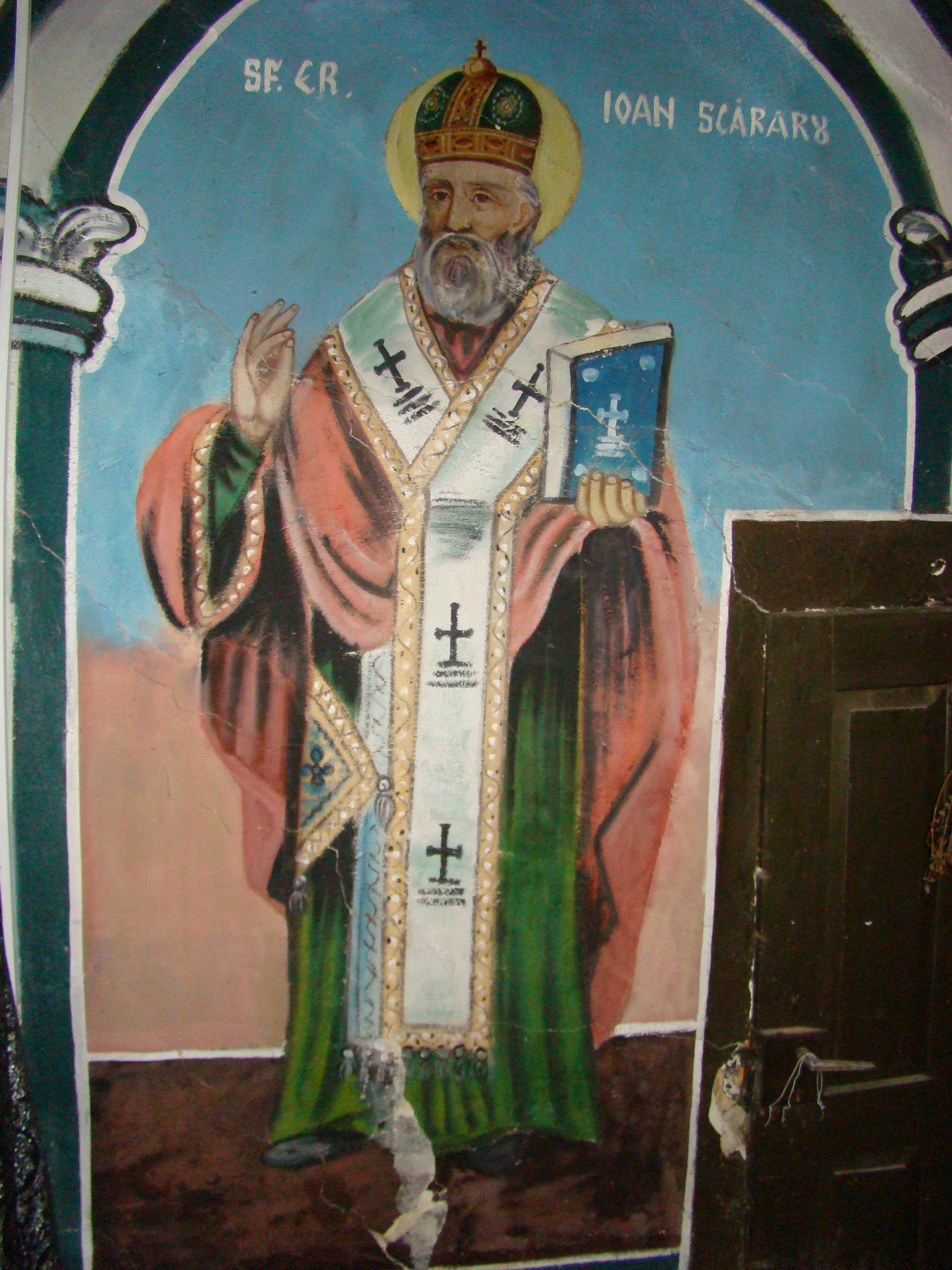
Sfântul Ierarh Ioan Scăraru
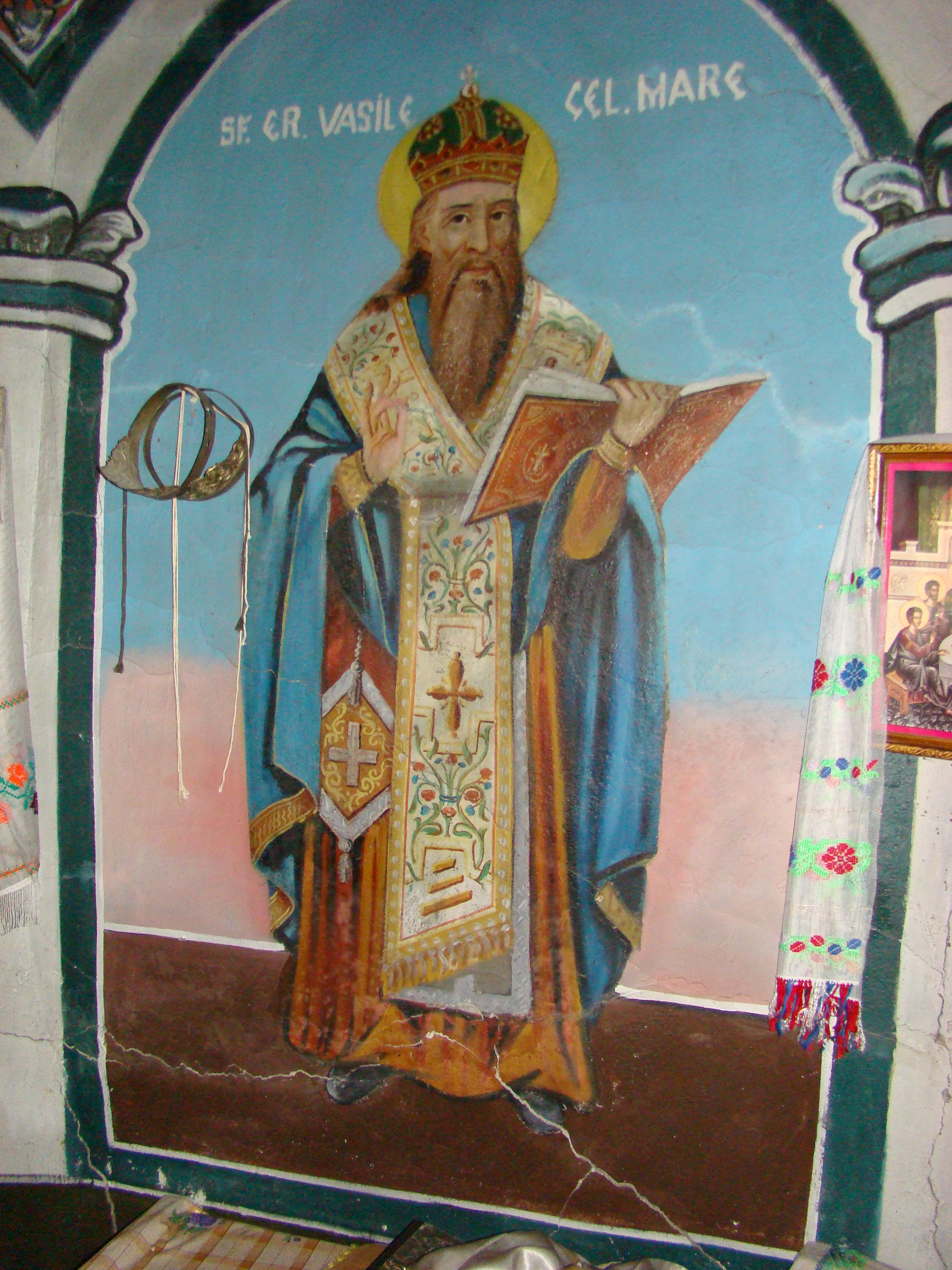
Sfântul Ierarh Grigore Teologul (Bogoslovul)
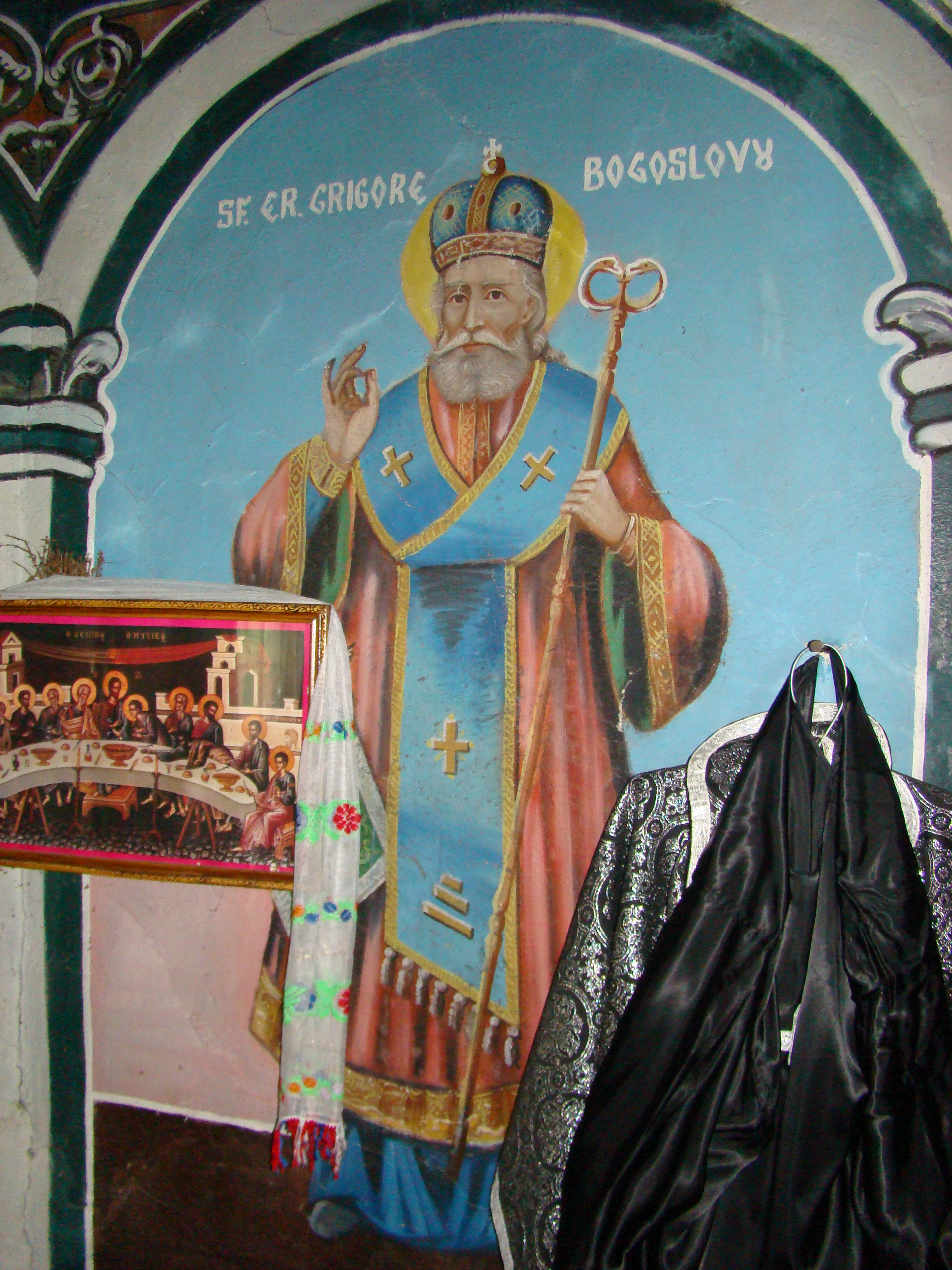
Sfântul Ierarh Vasile cel Mare
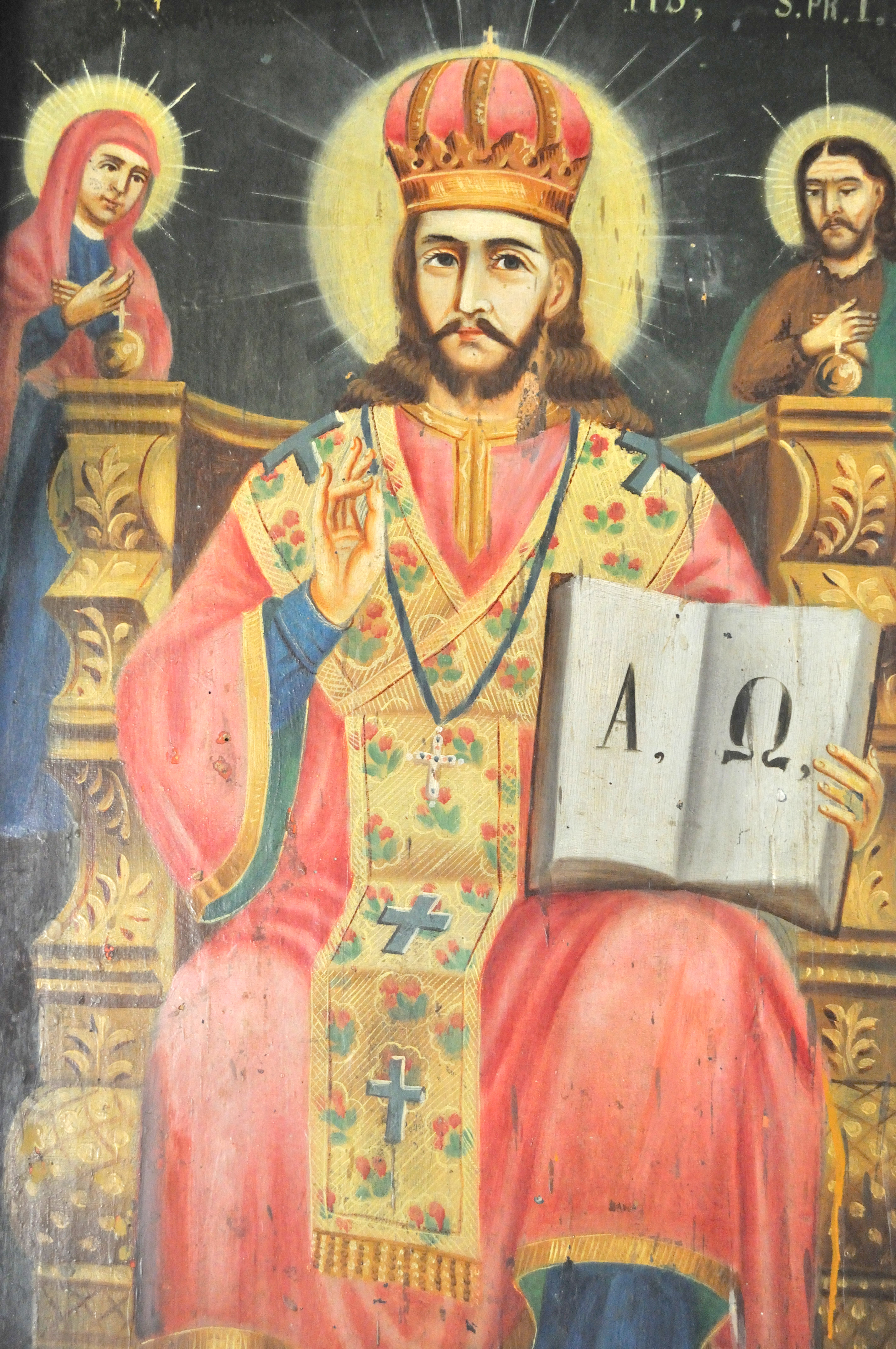
Iisus Atotputernicul
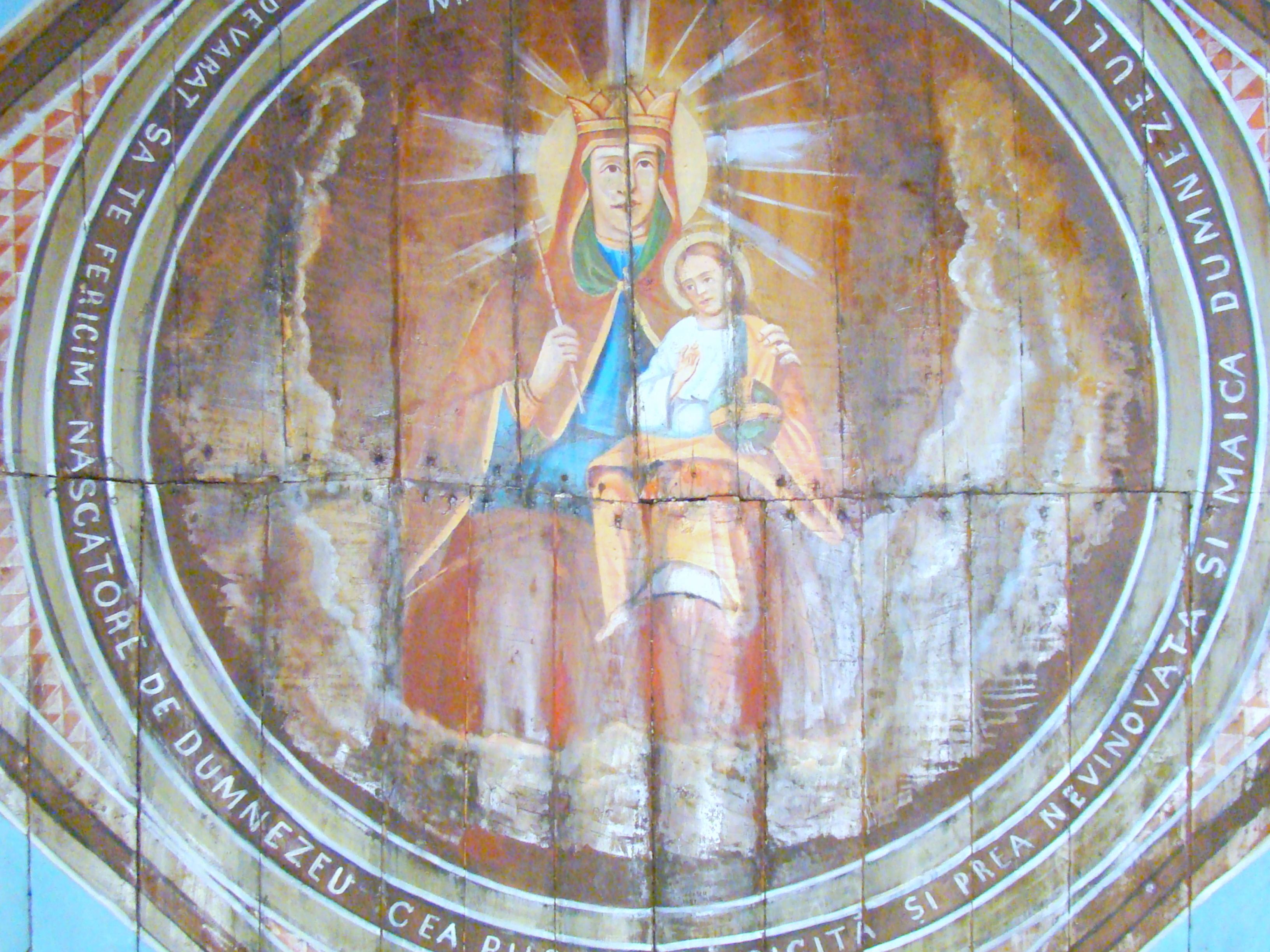
Maica Domnului
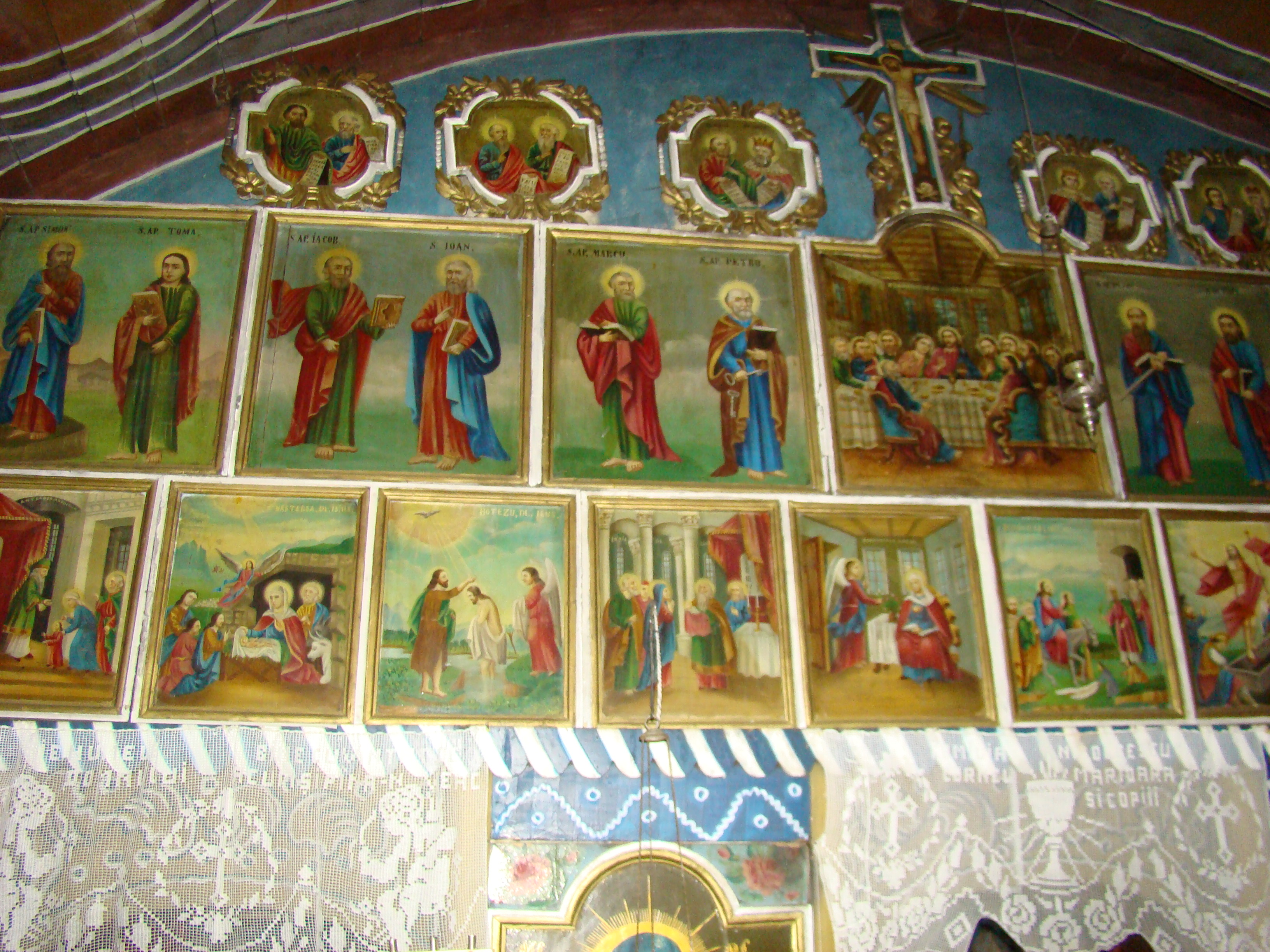
Catapeteasma (partea stângă)
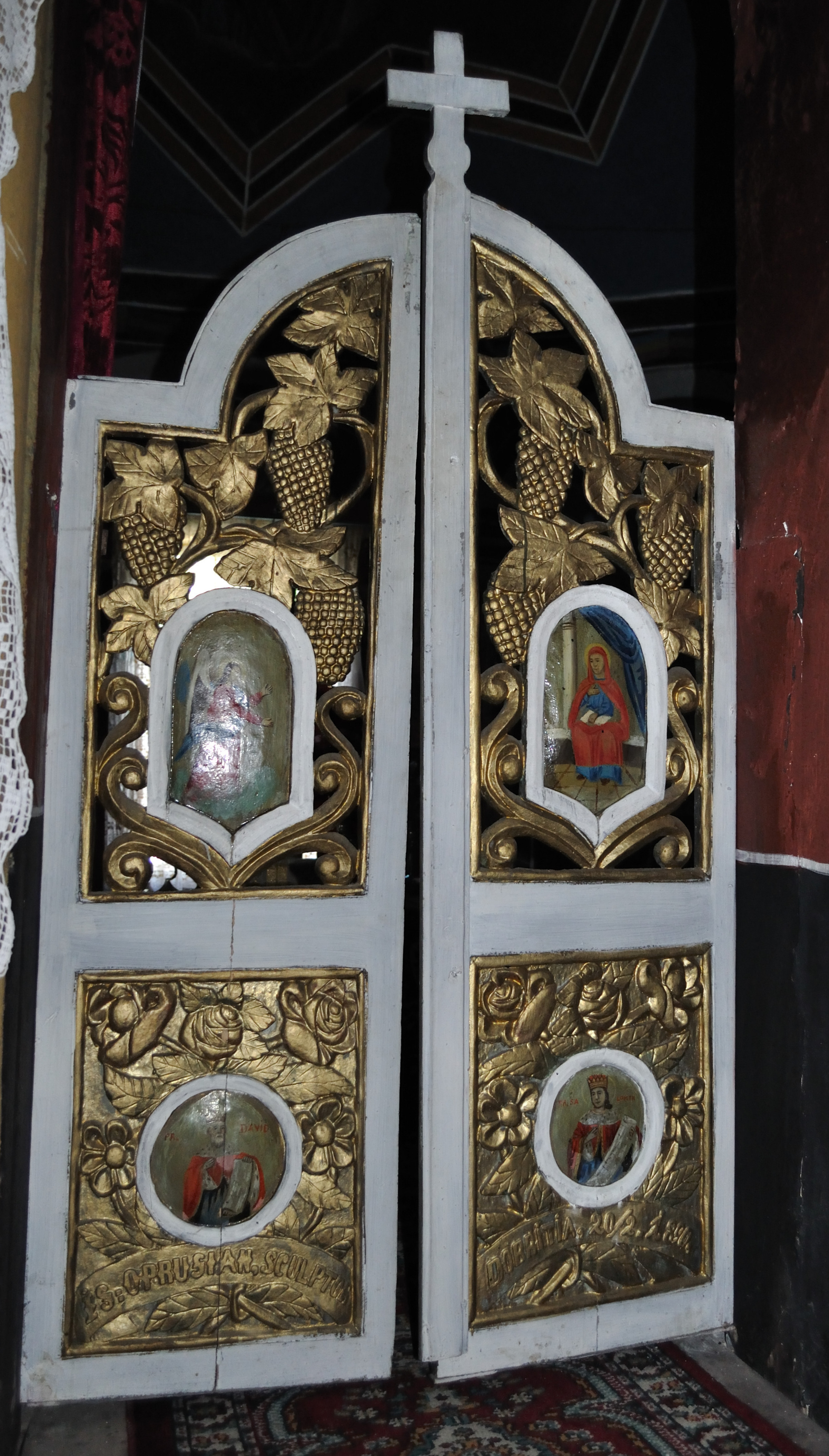
Ușile împărătești
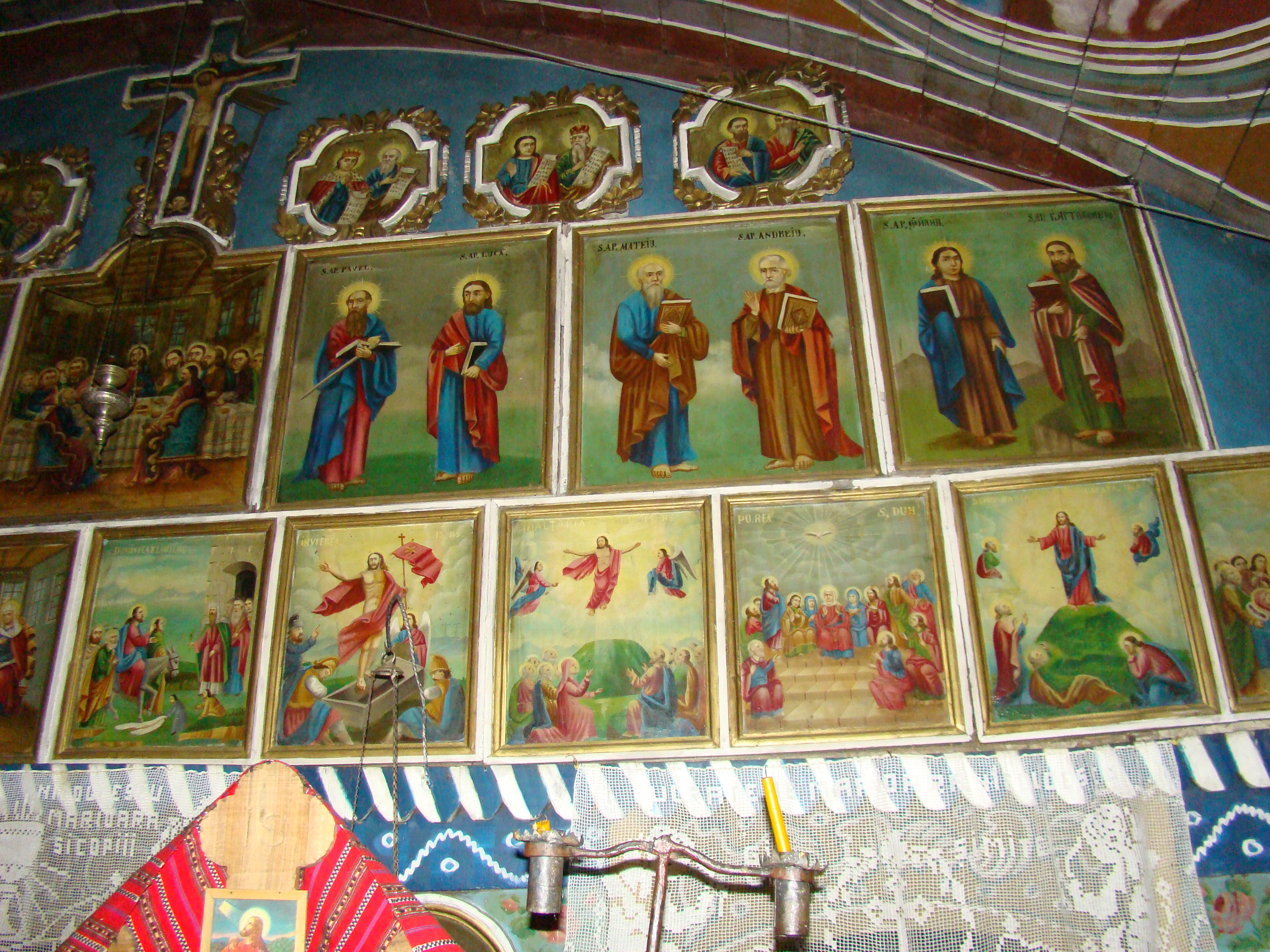
Catapeteasma (partea dreaptă)
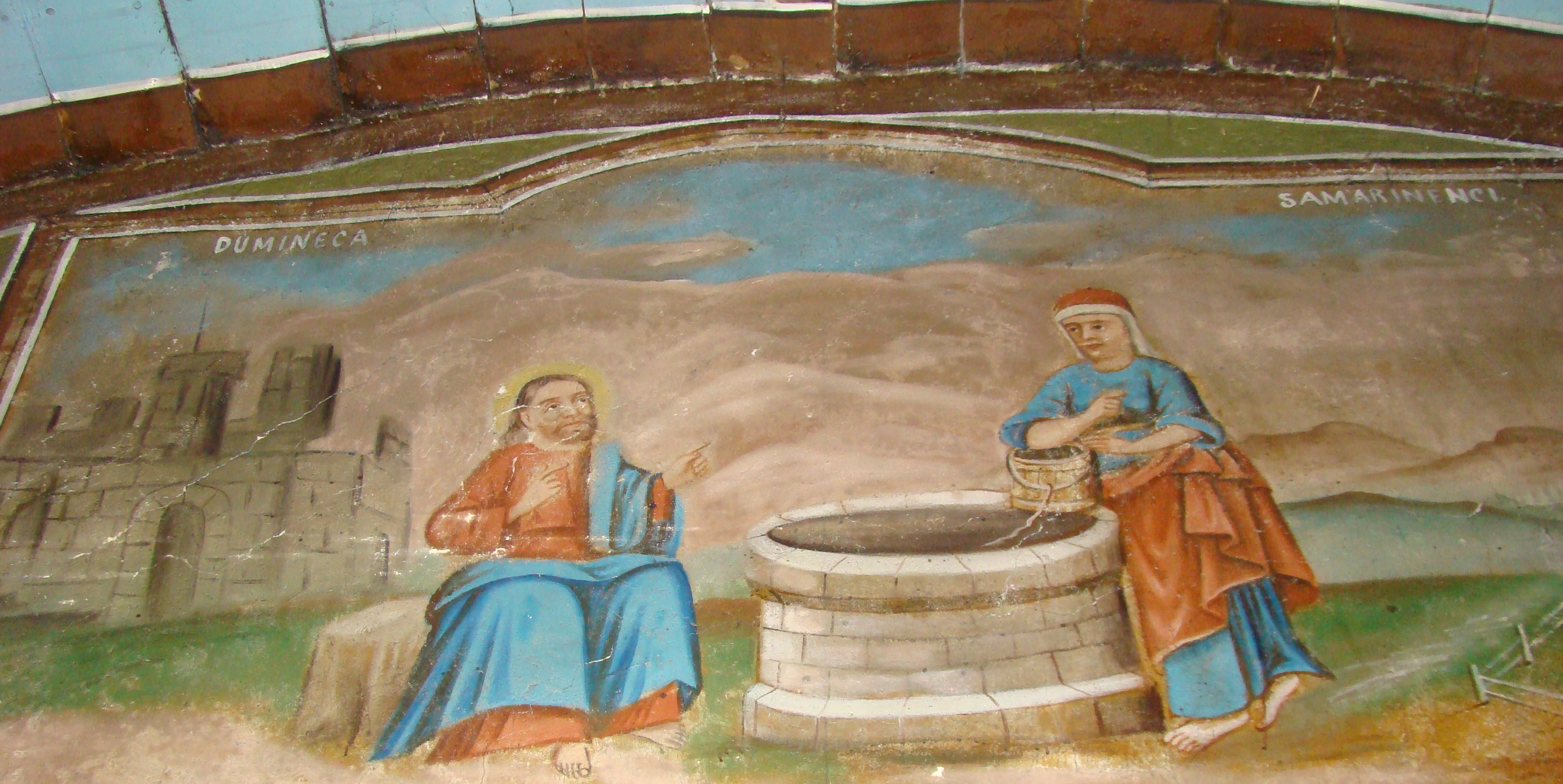
Dumineca Samarinencei
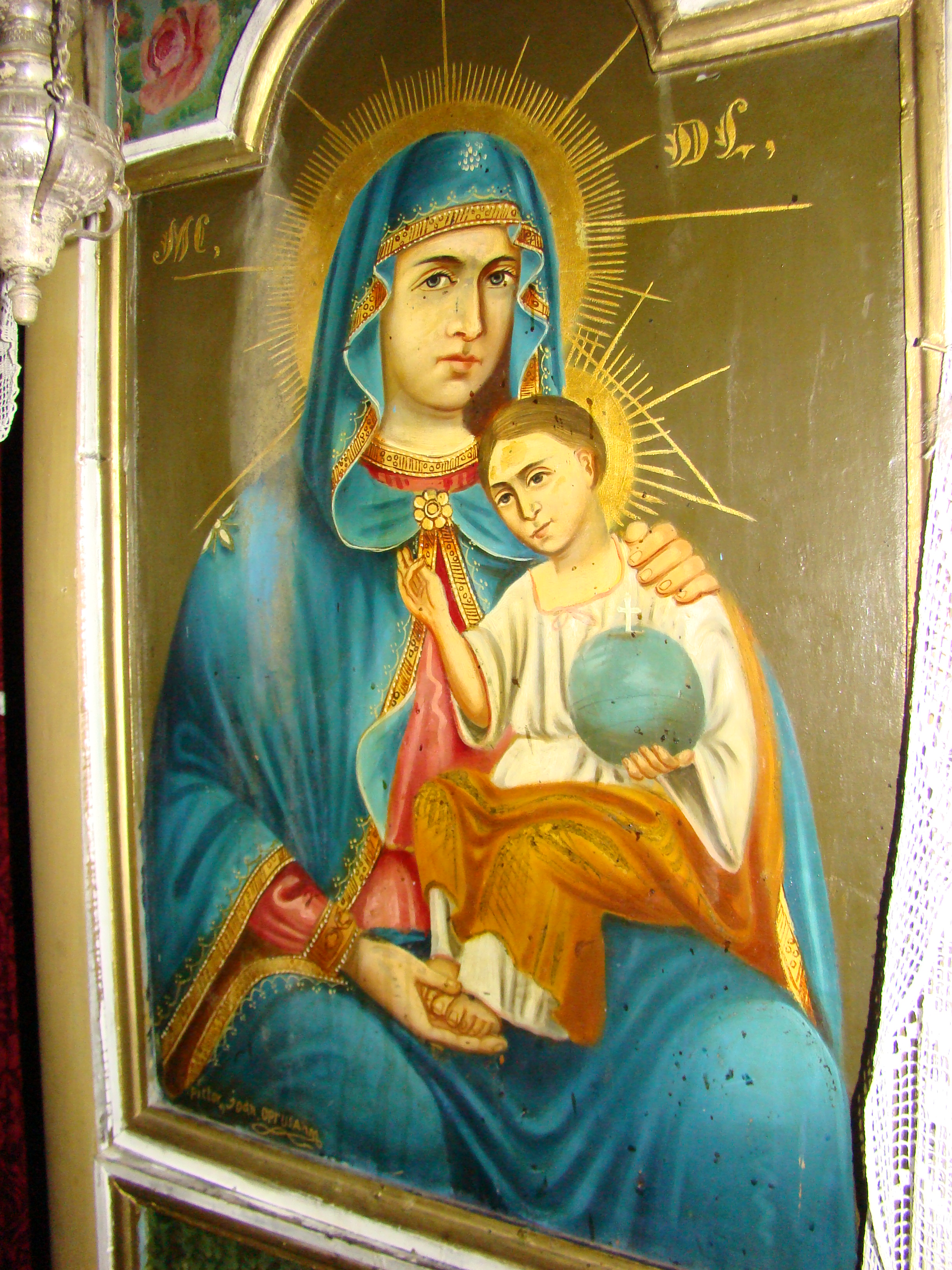
Maica Domnului cu Pruncul
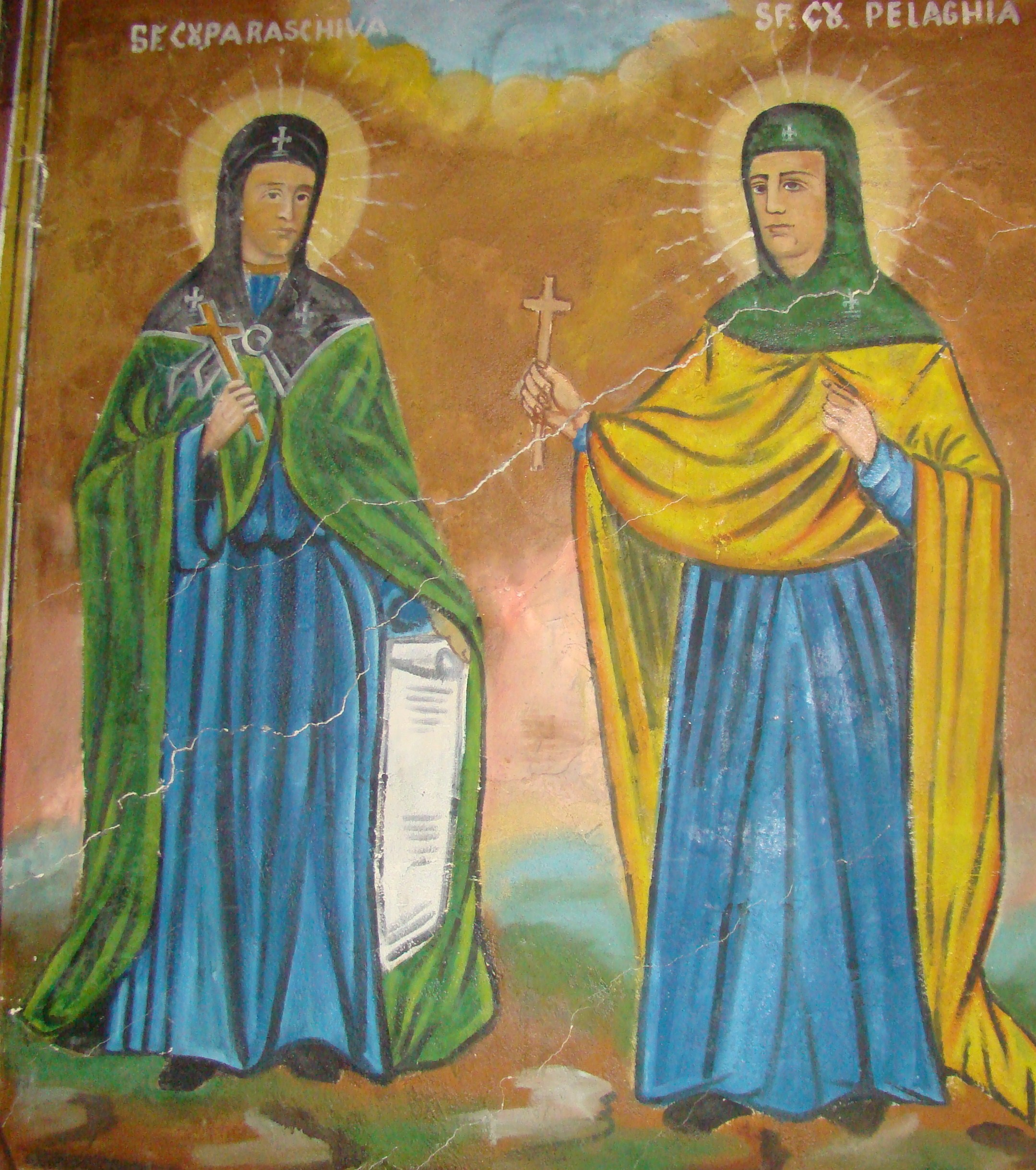
Sfânta Cuvioasă Paraschiva și Sfânta Cuvioasă Pelaghia
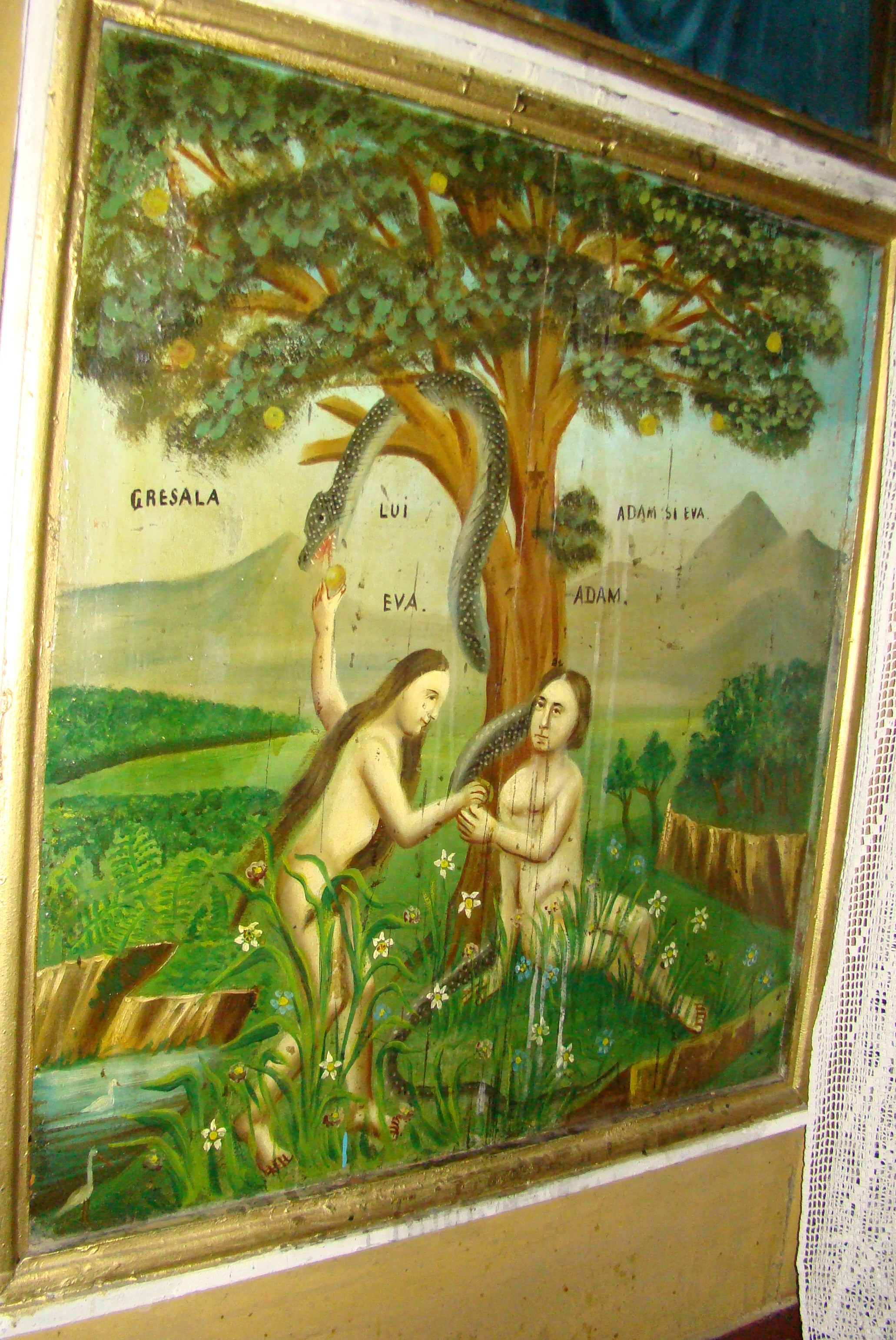
Greșeala lui Adam și a Evei
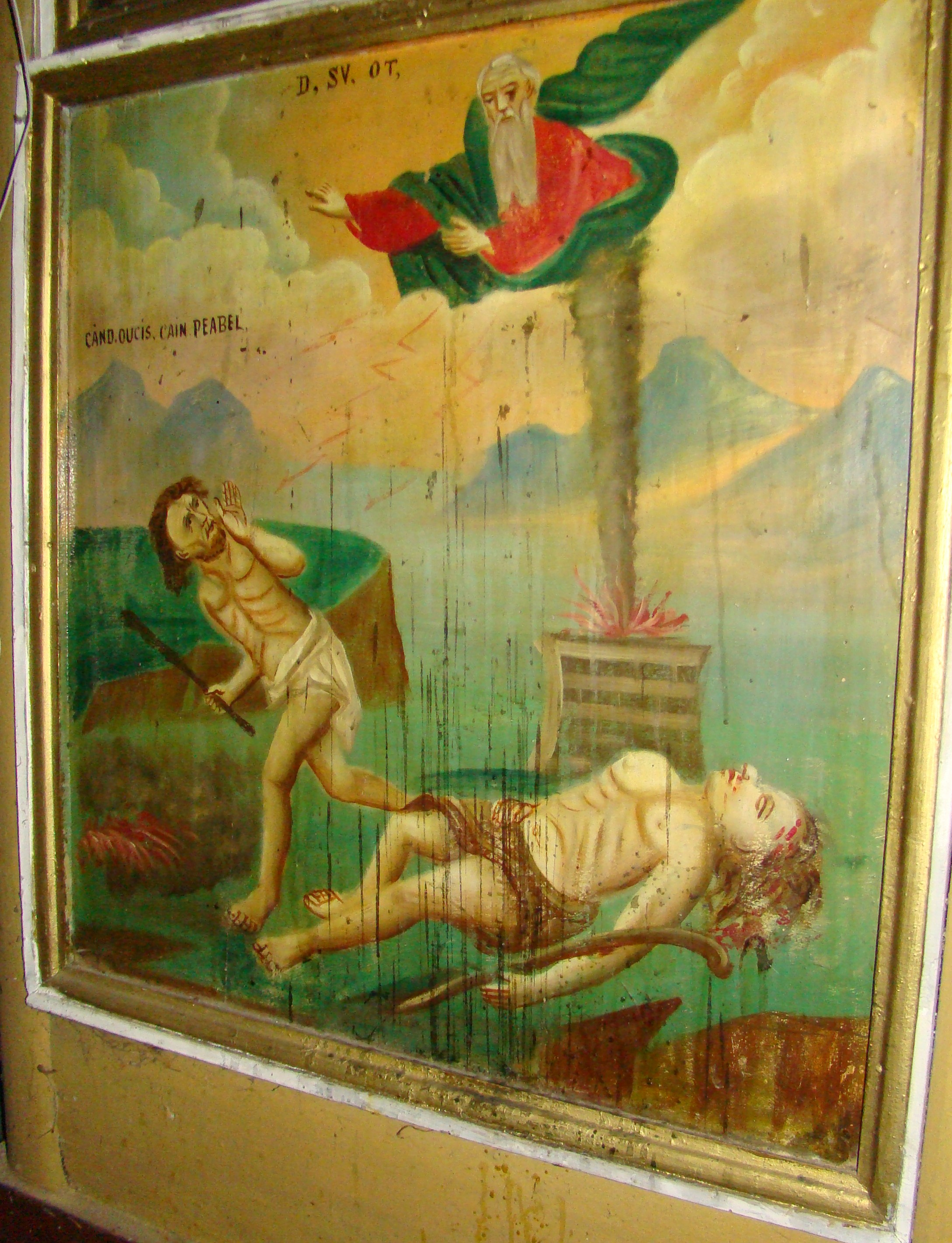
Când au ucis Cain pe Abel
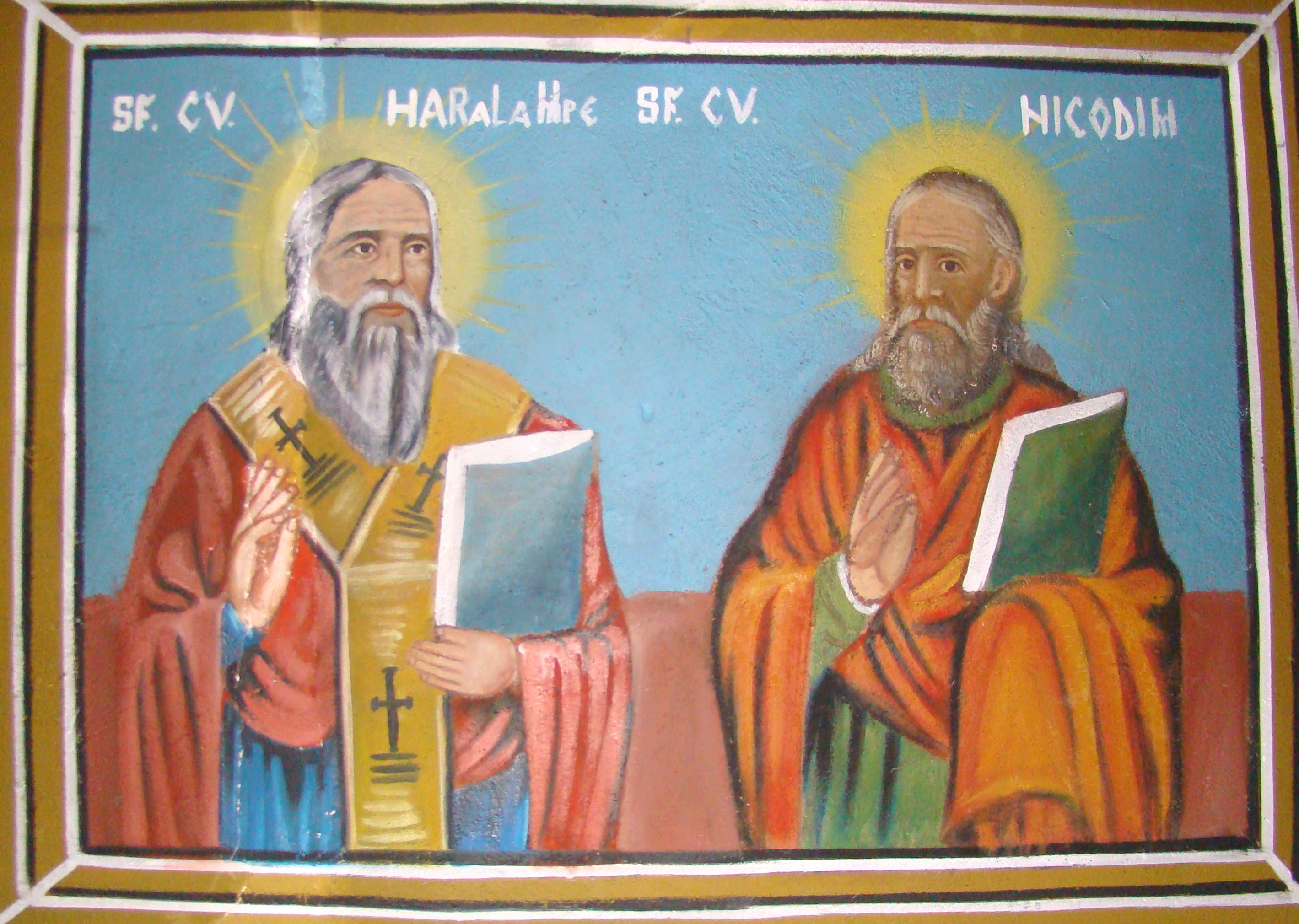
Sfântul Cuvios Haralambie și Sfântul Cuvios Nicodim
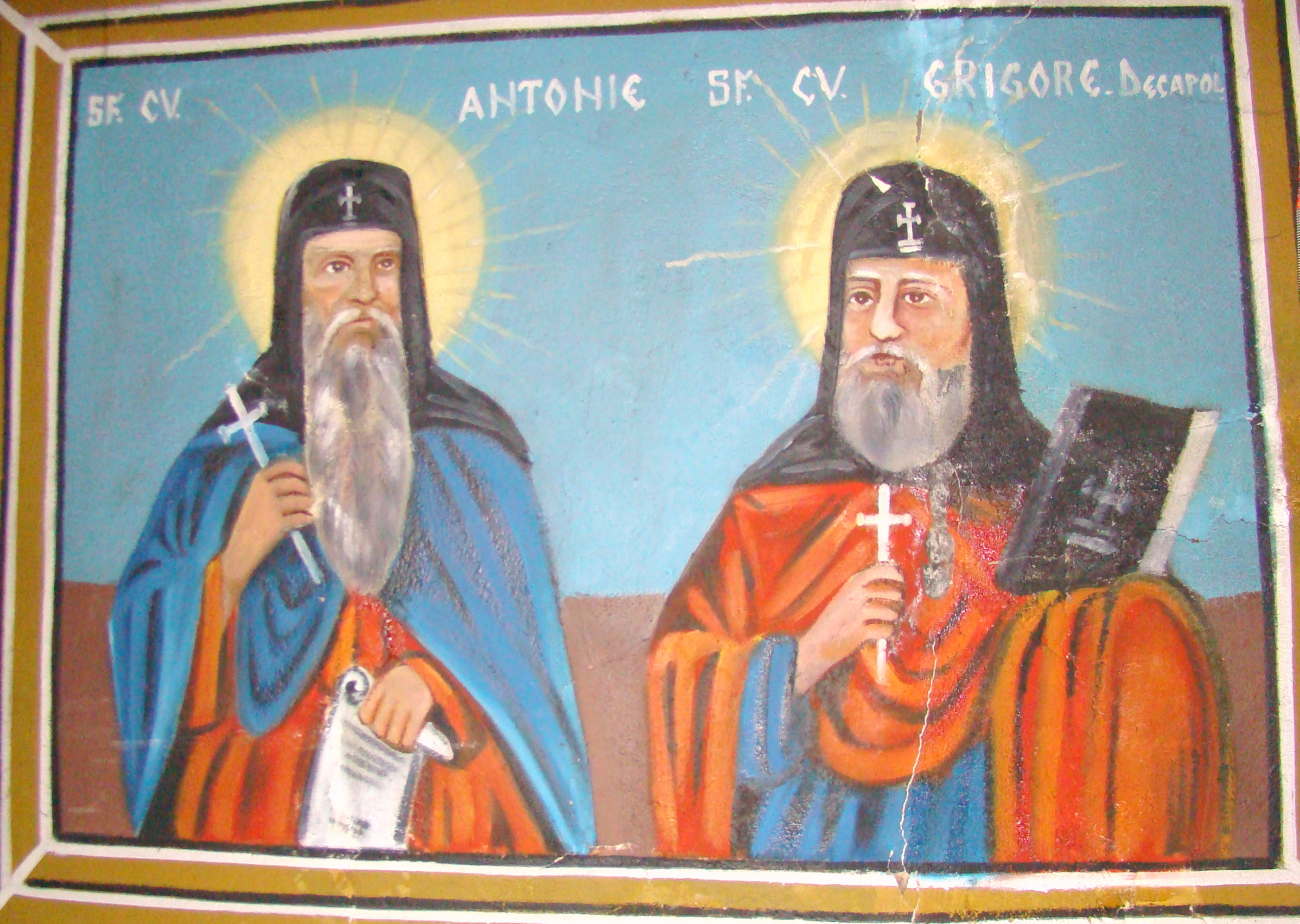
Sfântul Cuvios Antonie și Sfântul Cuvios Grigore Decapolitul
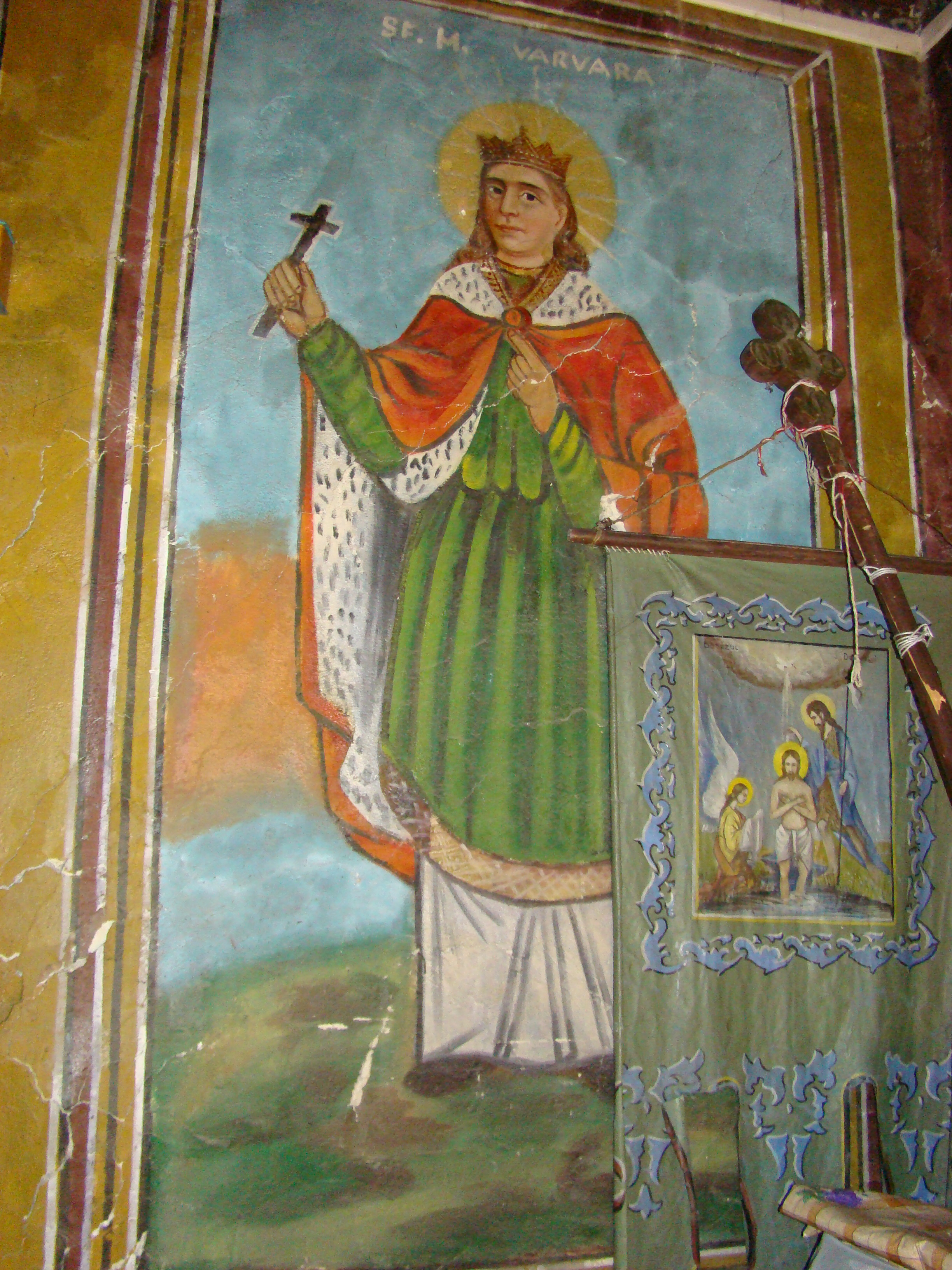
Sfânta Muceniță Varvara
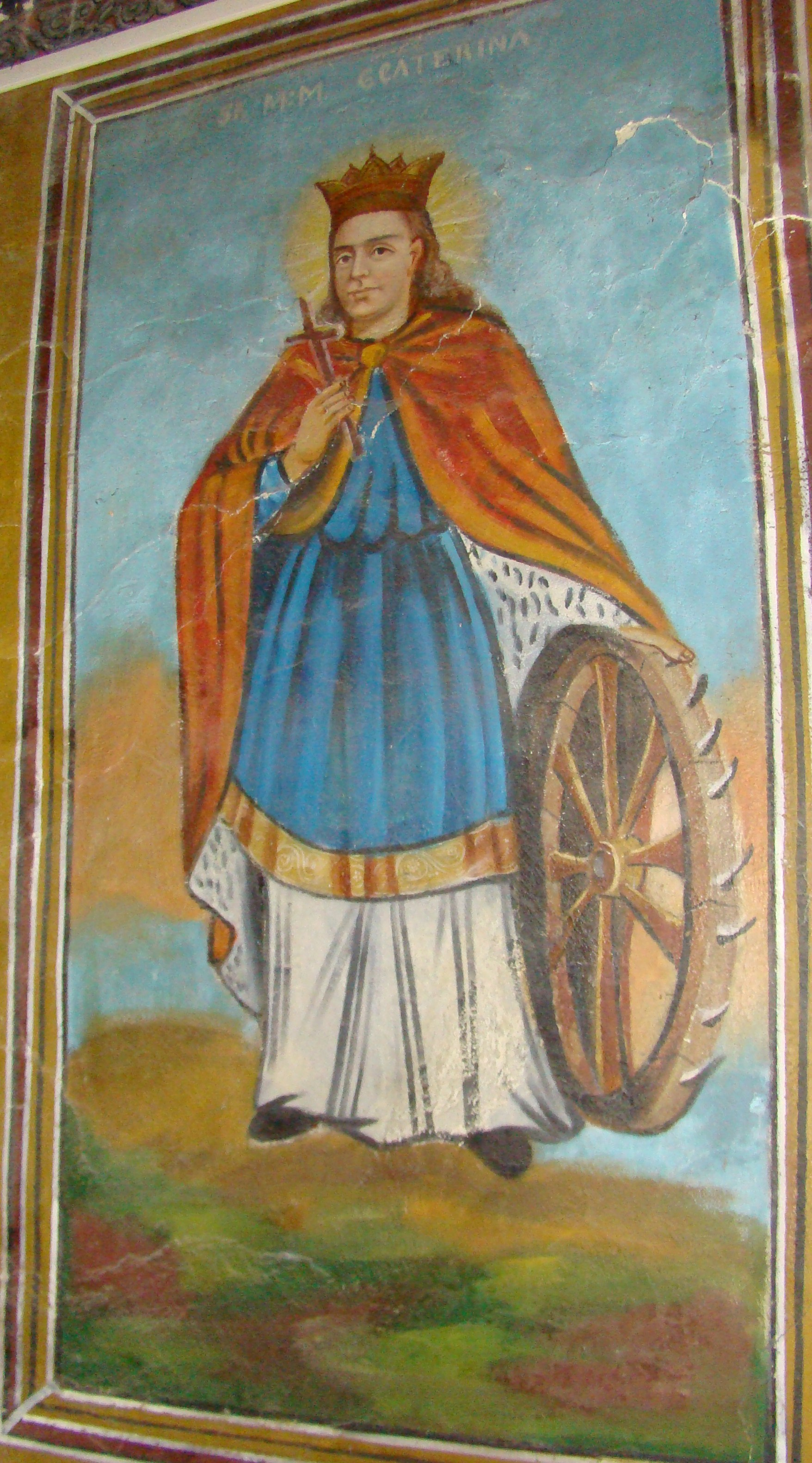
Sfânta Muceniță Ecaterina
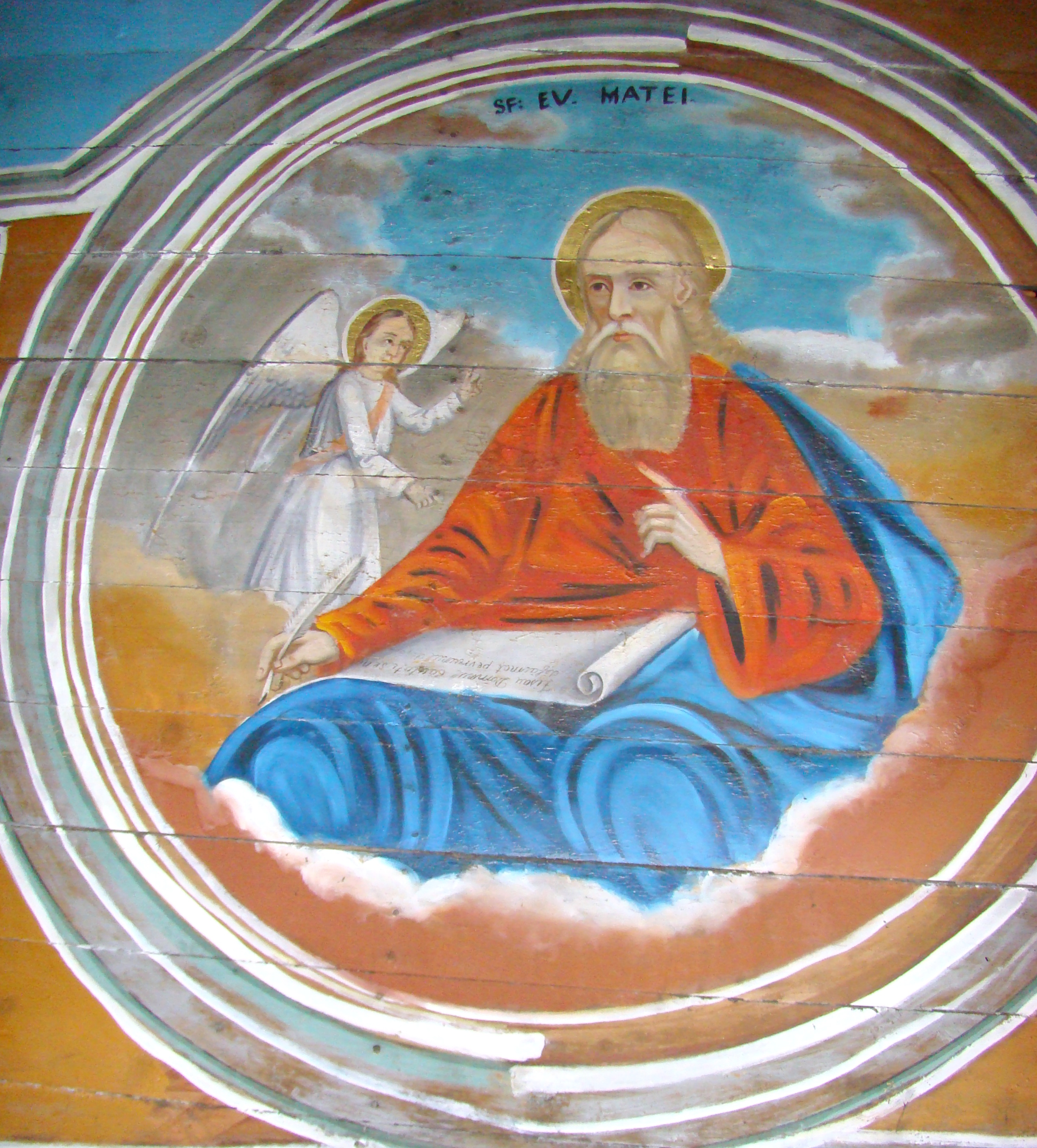
Sfântul Evanghelist Matei
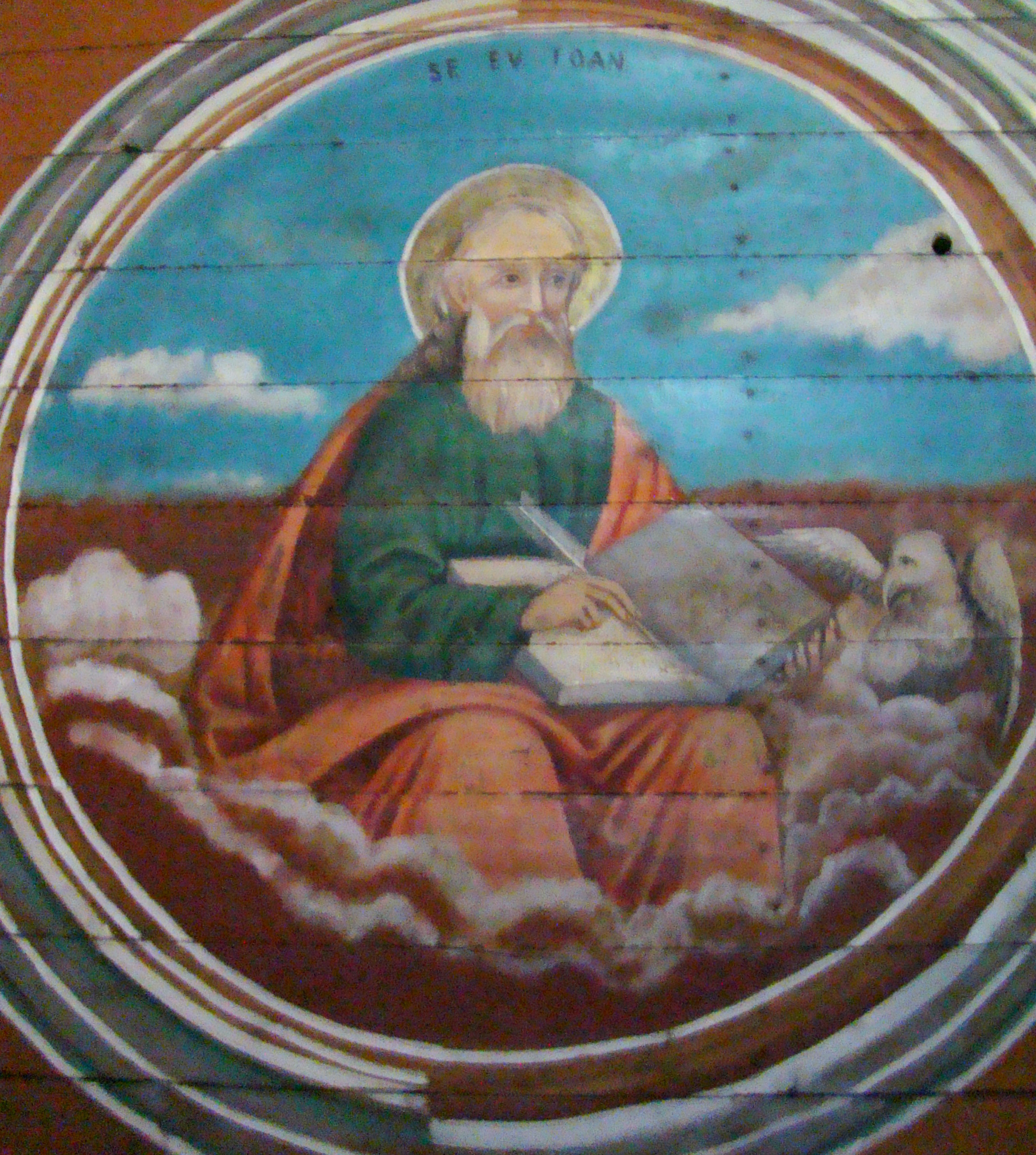
Sfântul Evanghelist Ioan
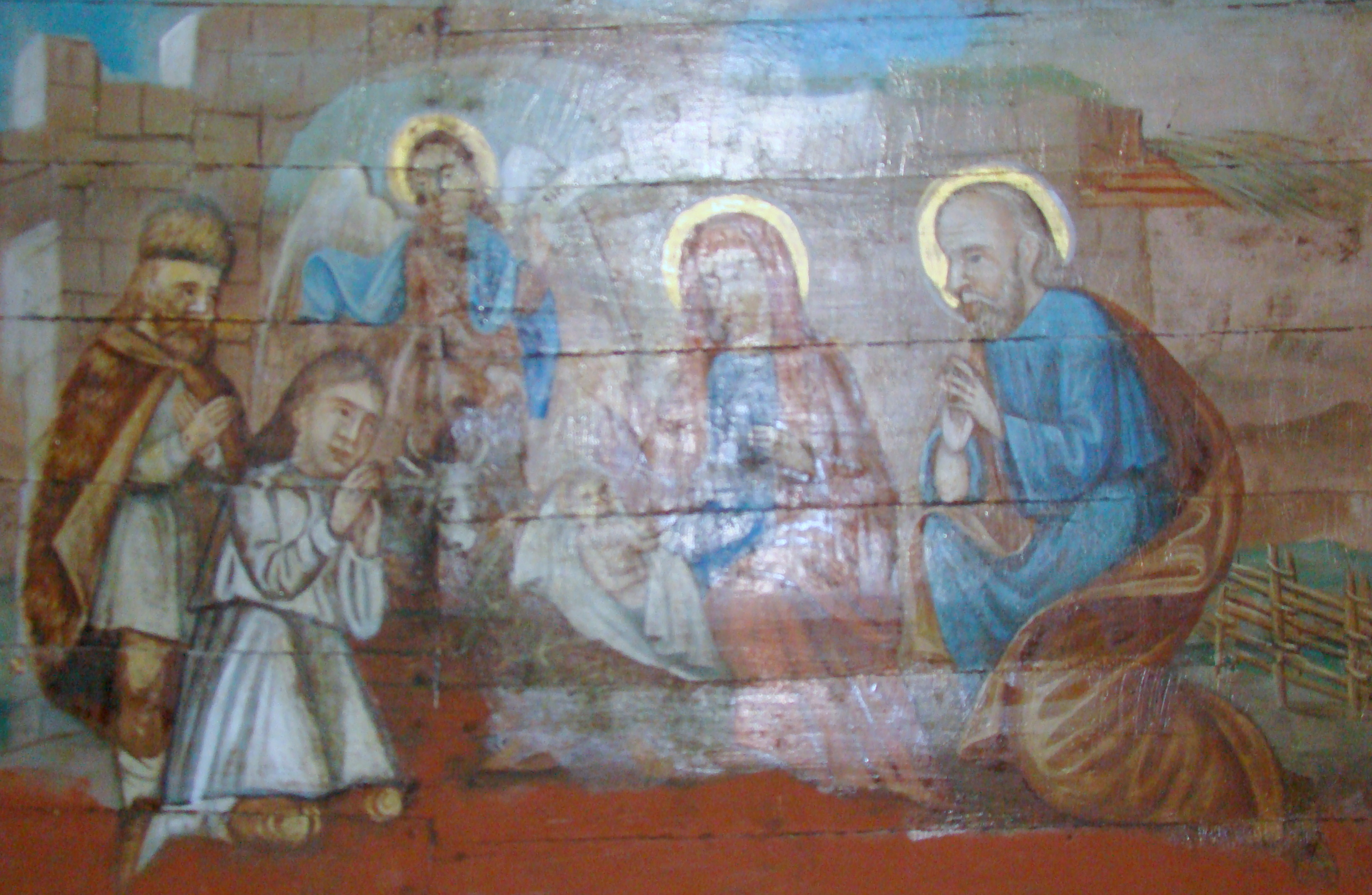
Nașterea Domnului
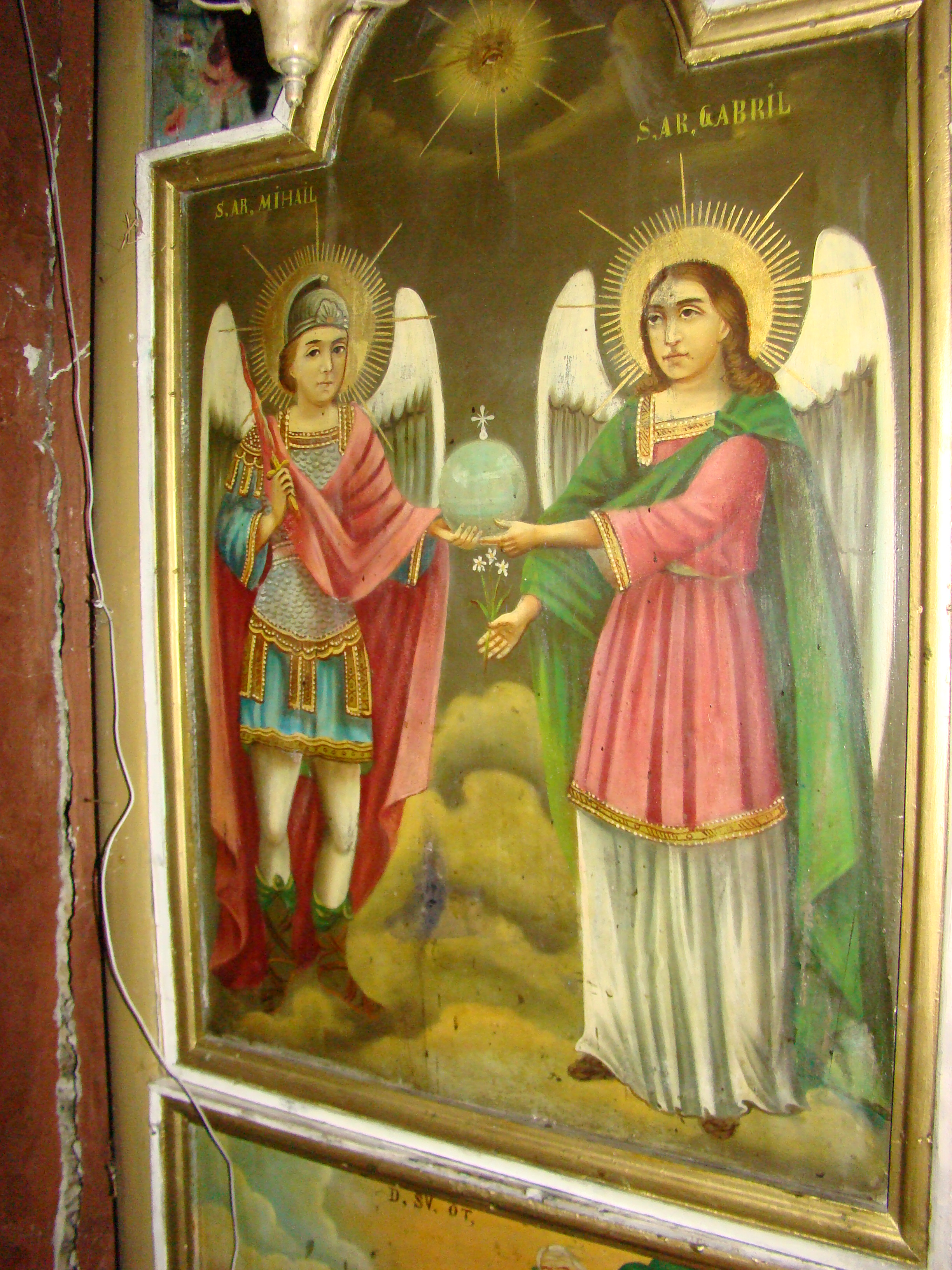
Sfinții Arhangheli
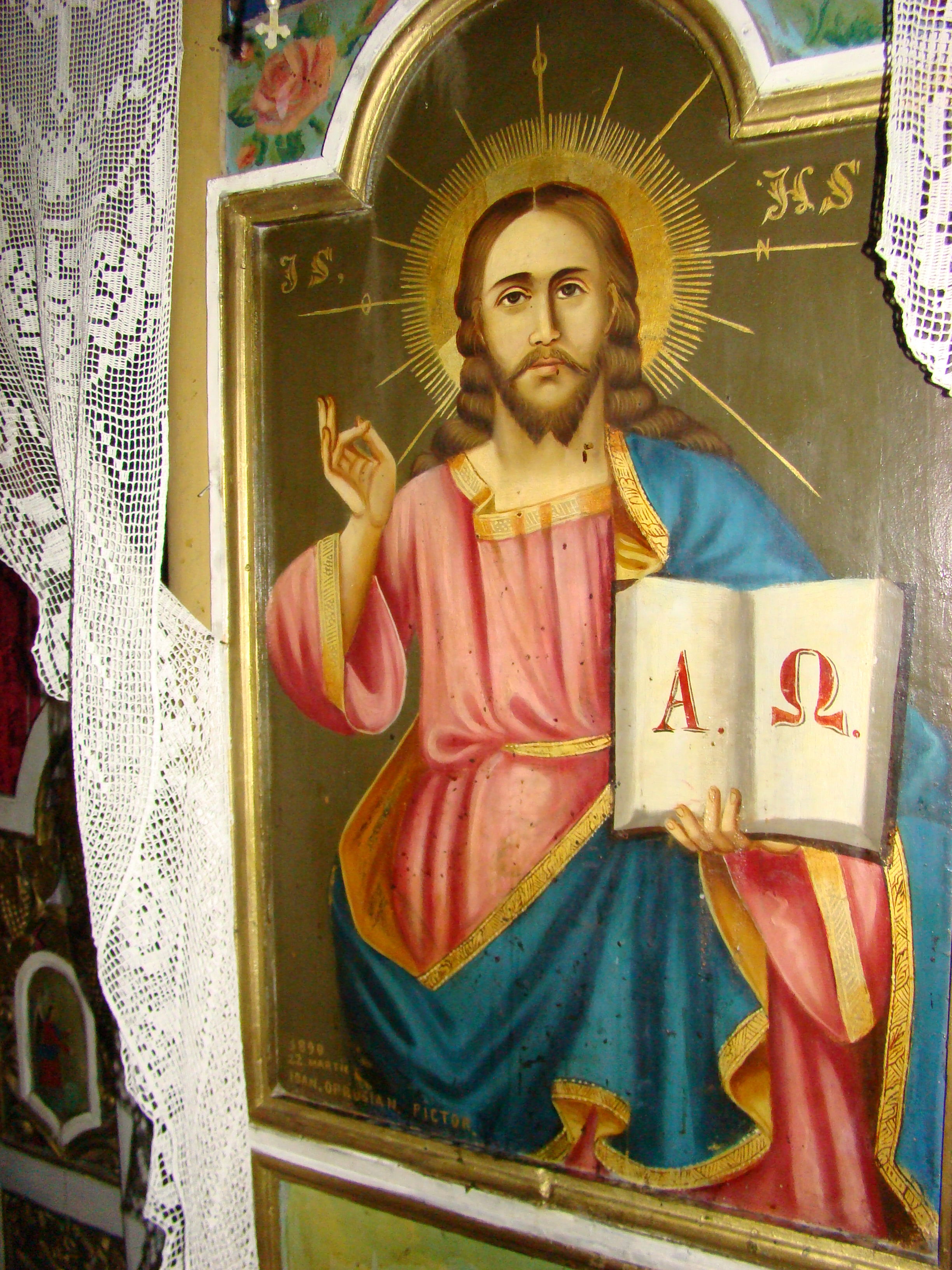
Iisus binecuvântând
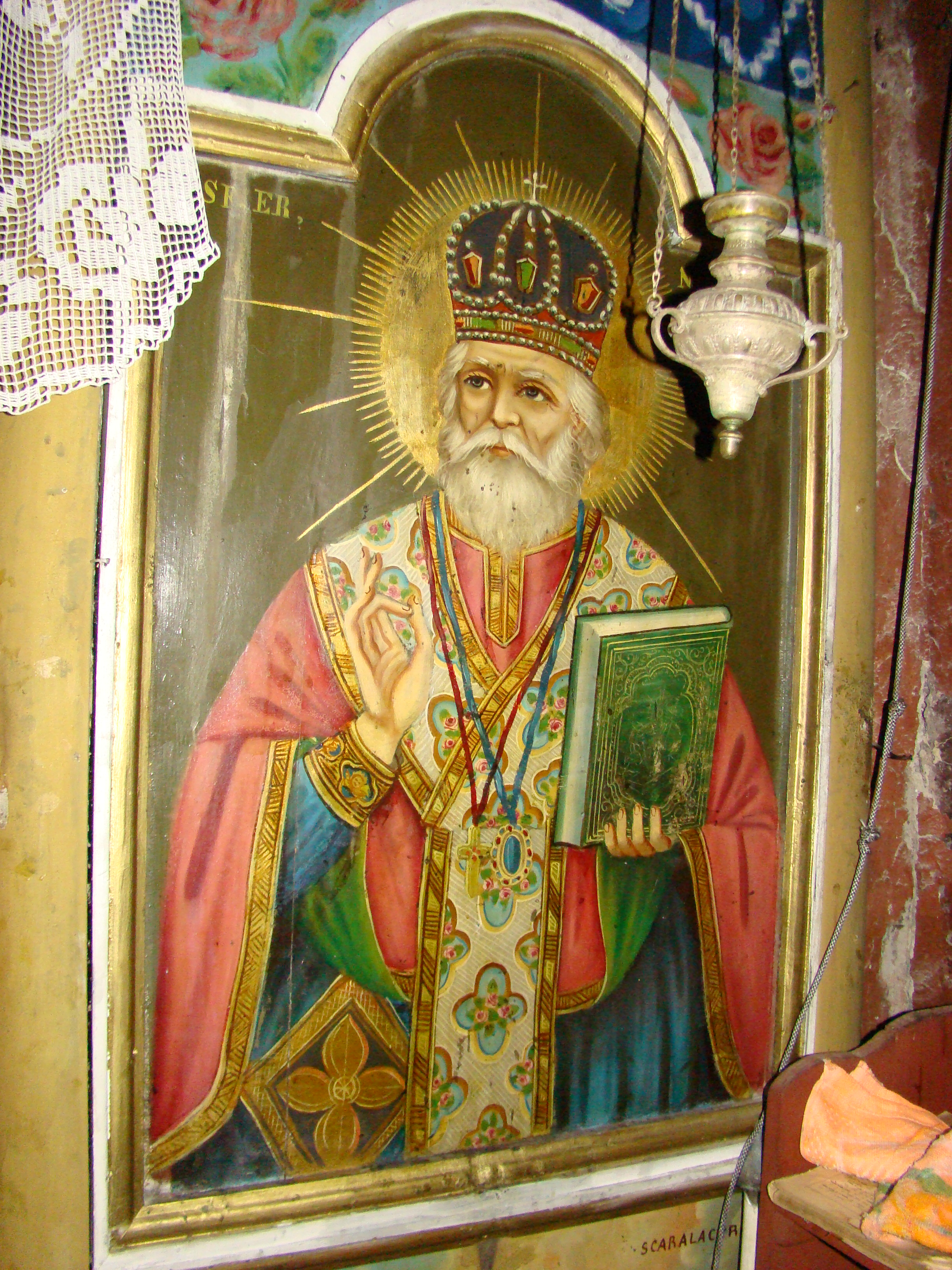
Icoană „Sfântul Nicolae”
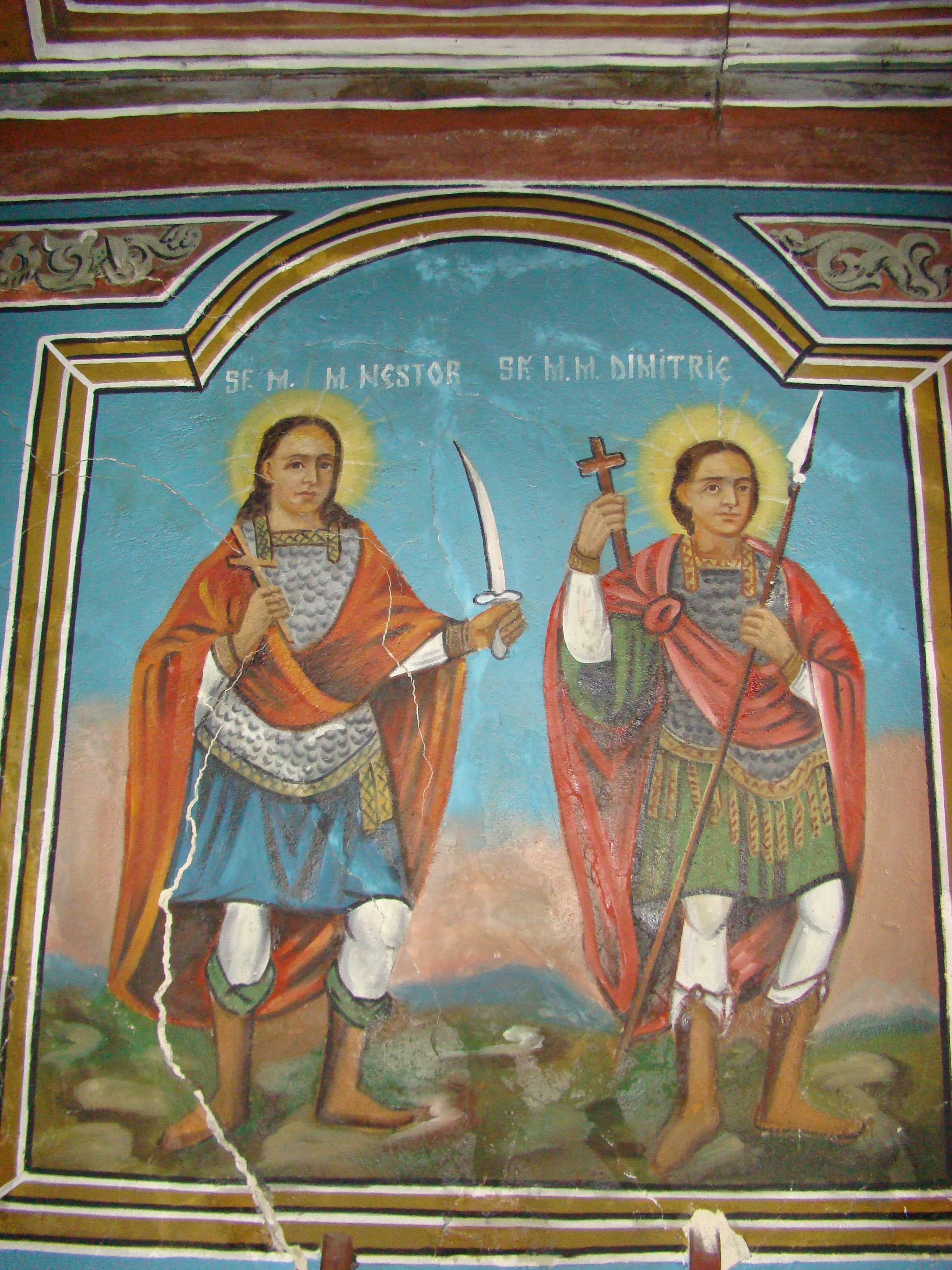
Sfântul Mare Mucenic Nestor și Sfântul Mare Mucenic Dimitrie
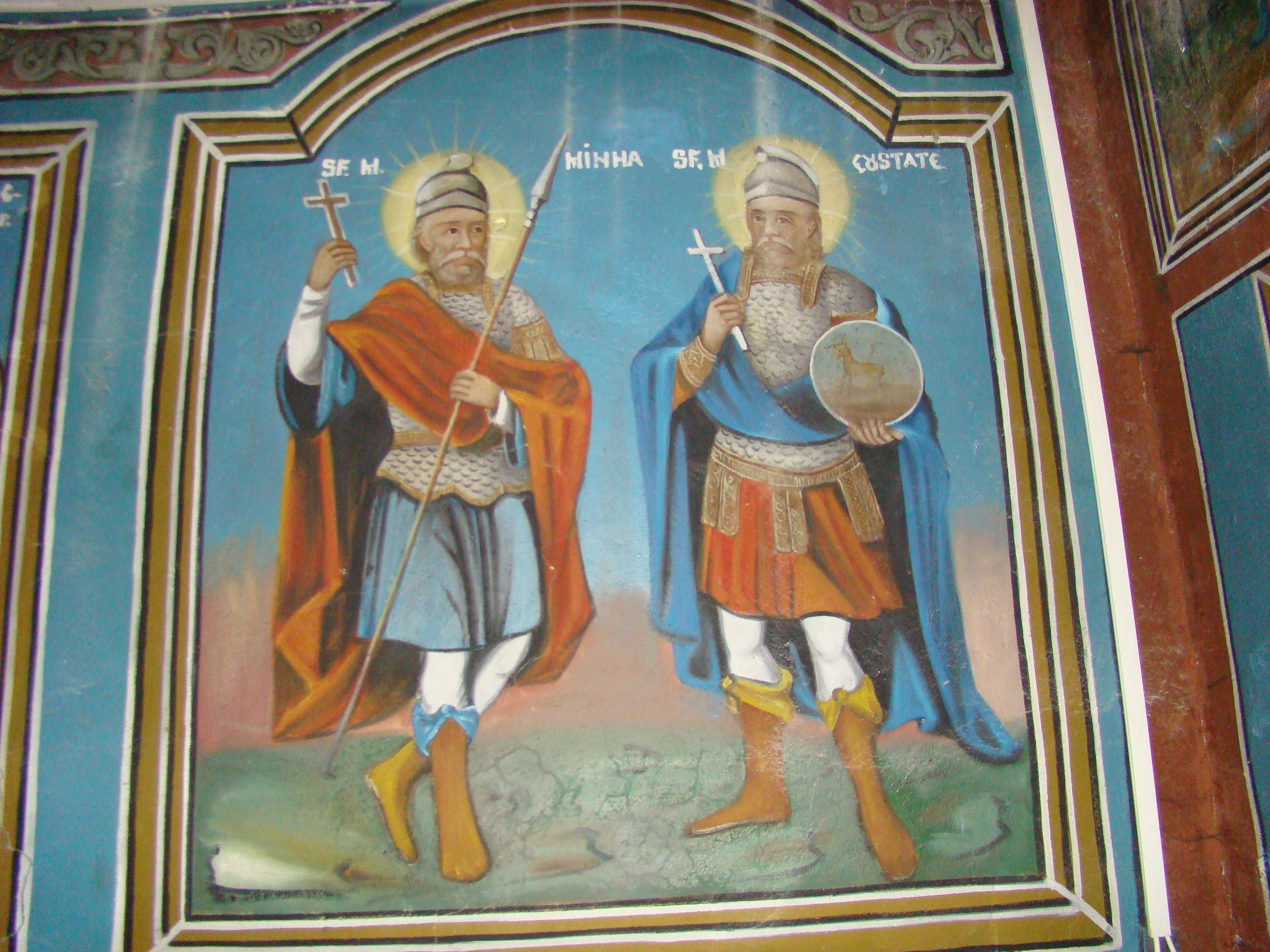
Sfântul Mucenic Mina și Sfântul Mucenic Eustatie
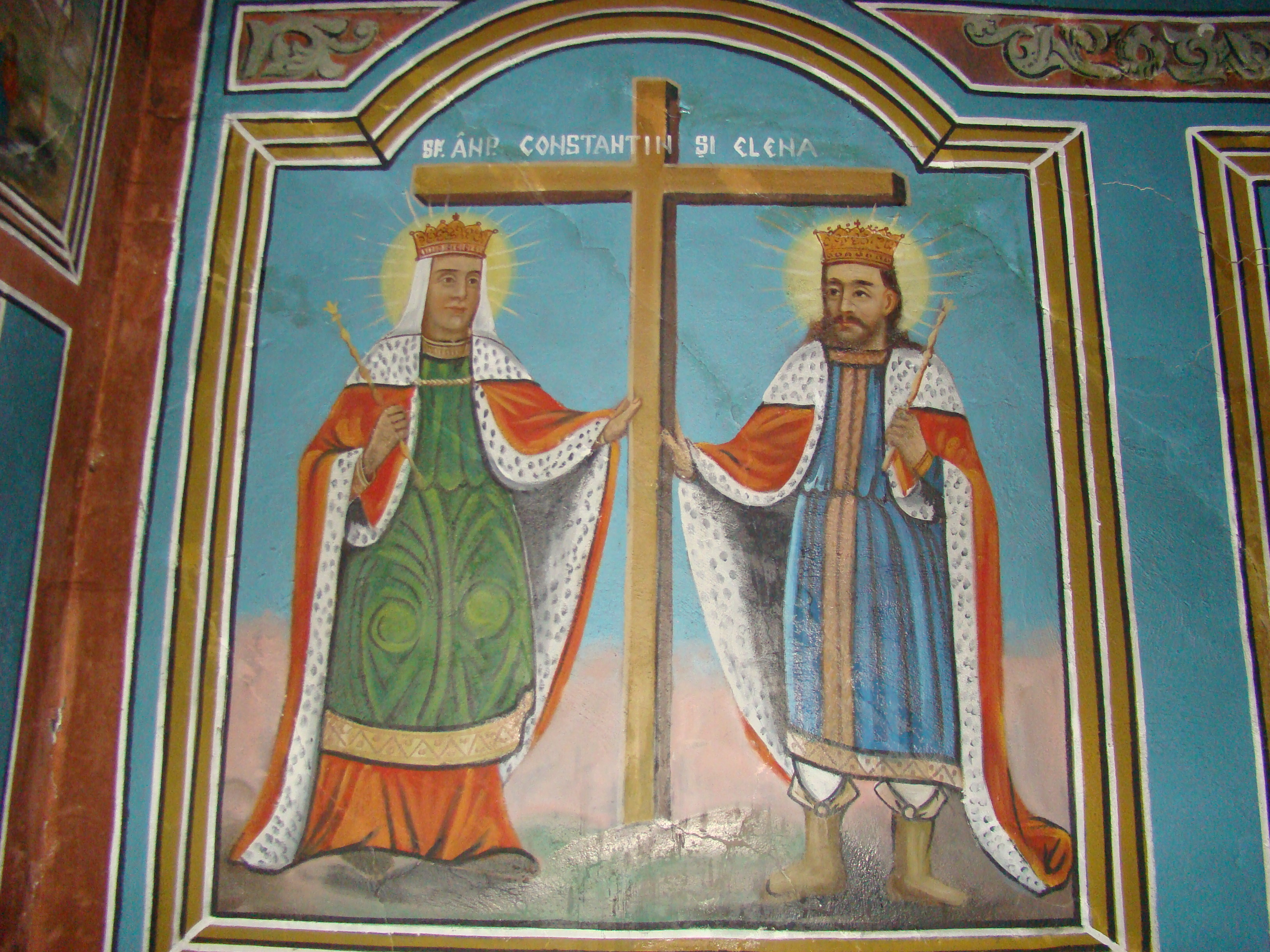
Sfinții Împărați Constantin și Elena
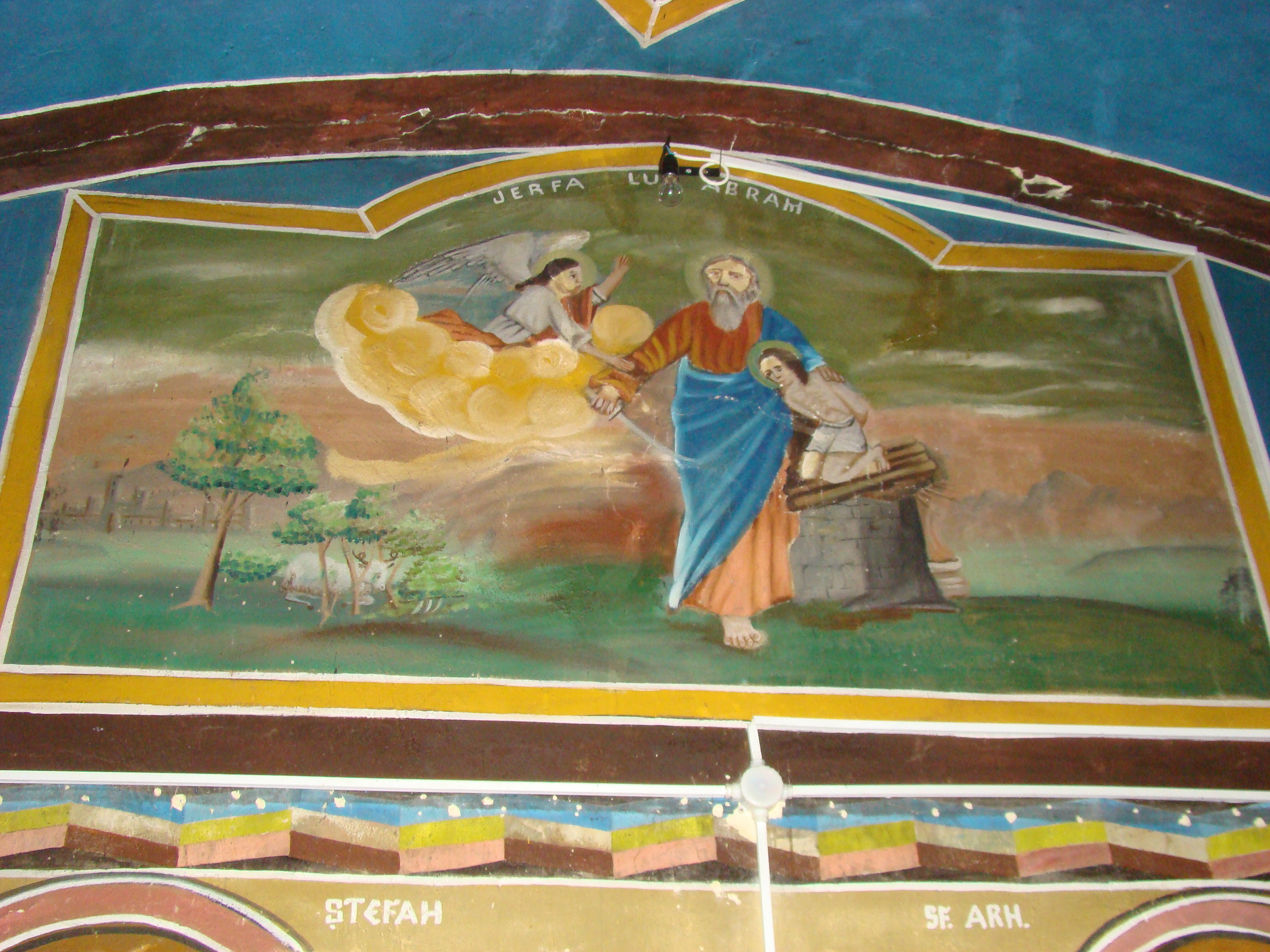
Jertfa lui Avraam
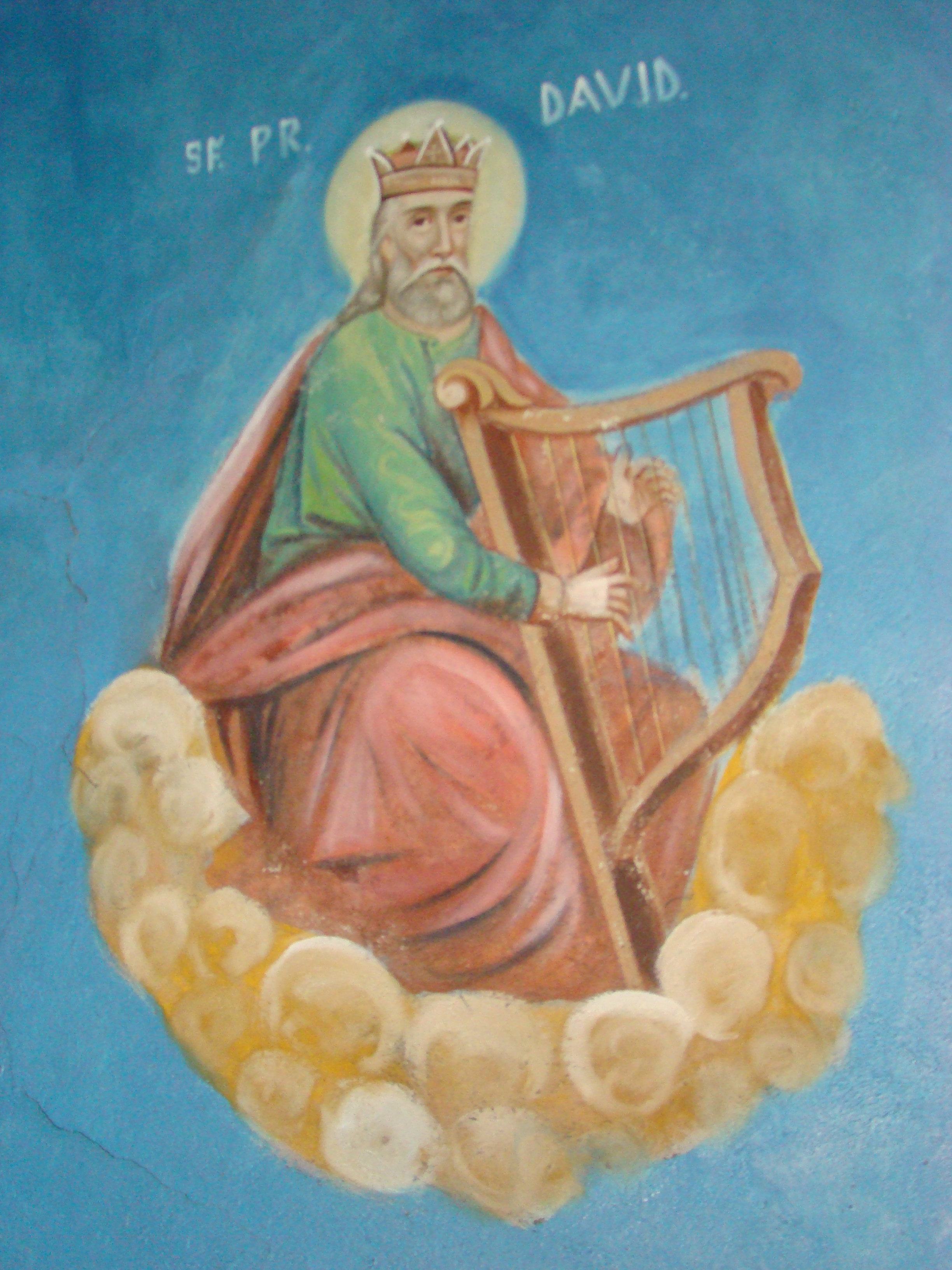
Sfântul Prooroc David
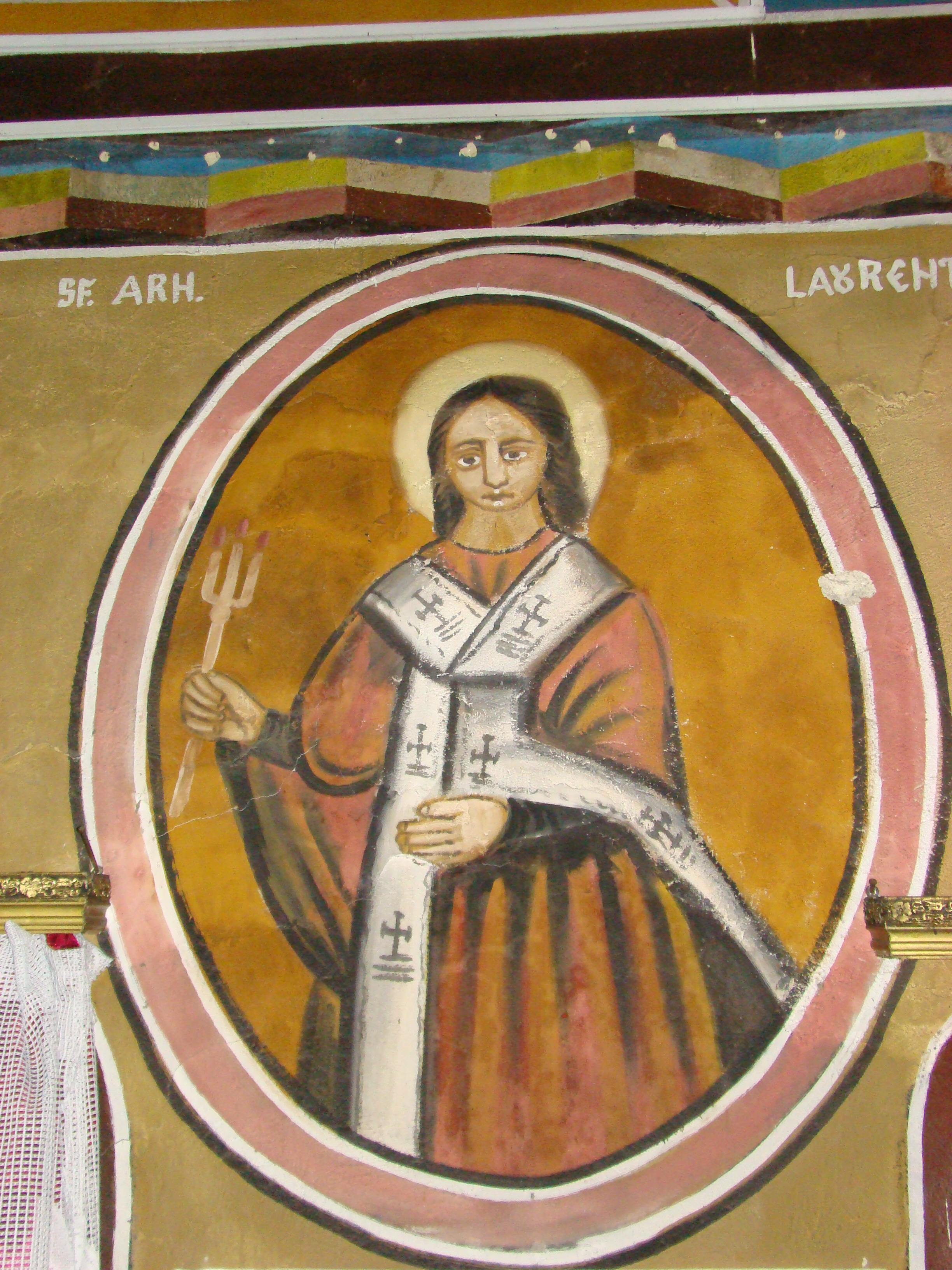
Sfântul Mucenic Lavrentie Arhidiaconul
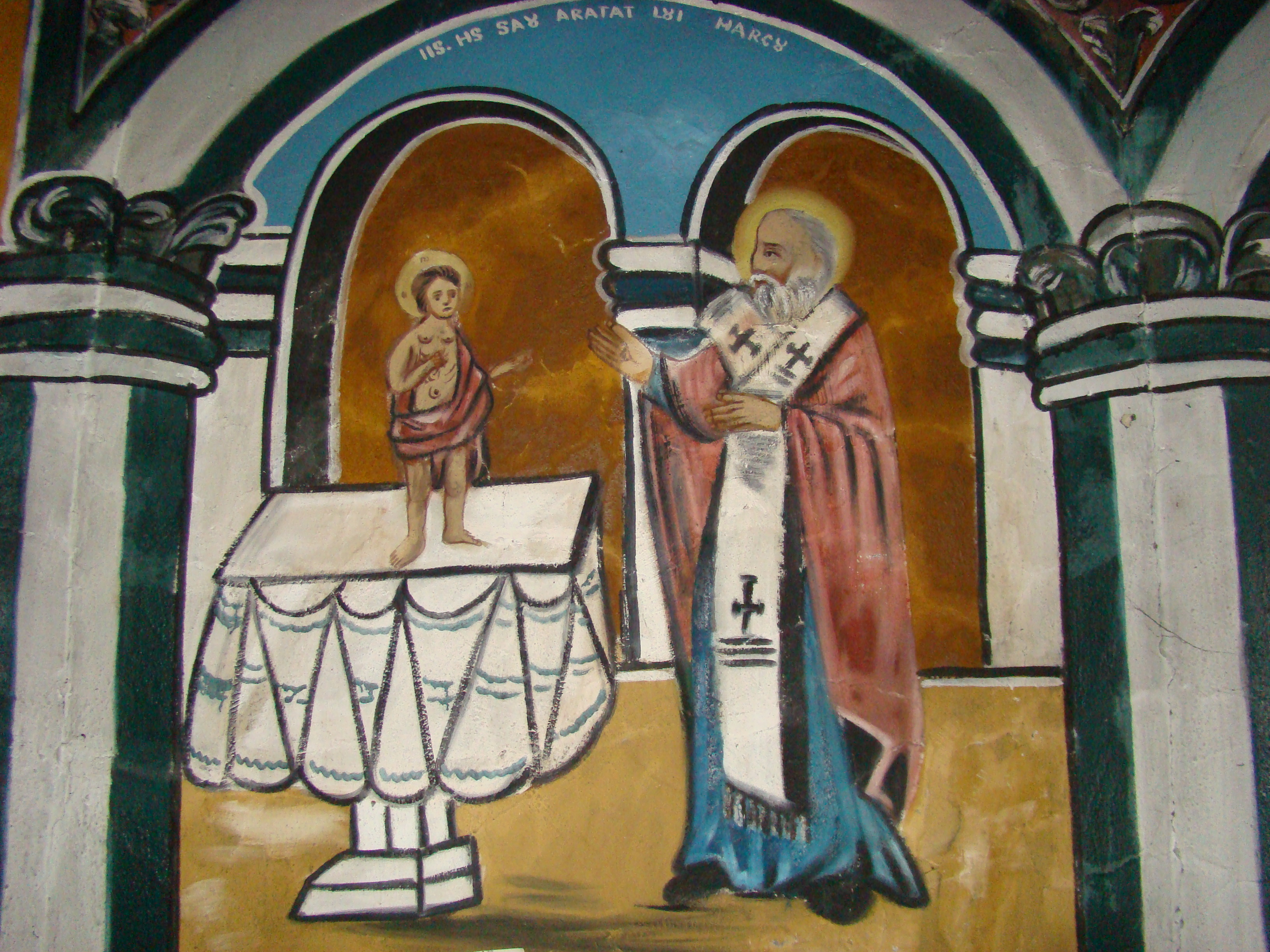
Când s-au arătat Iisus Hristos lui Marcu
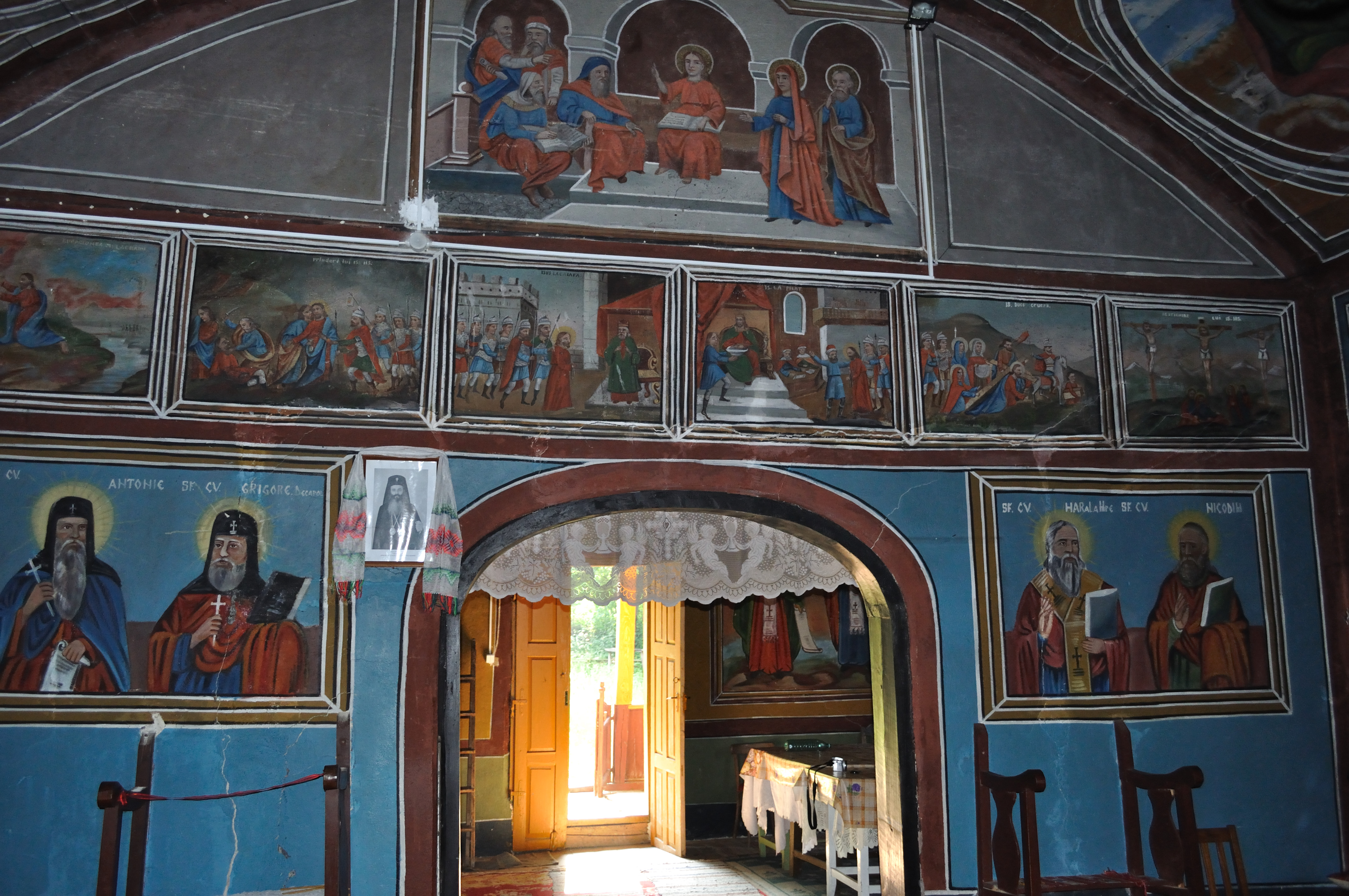
Peretele care desparte naosul de pronaos
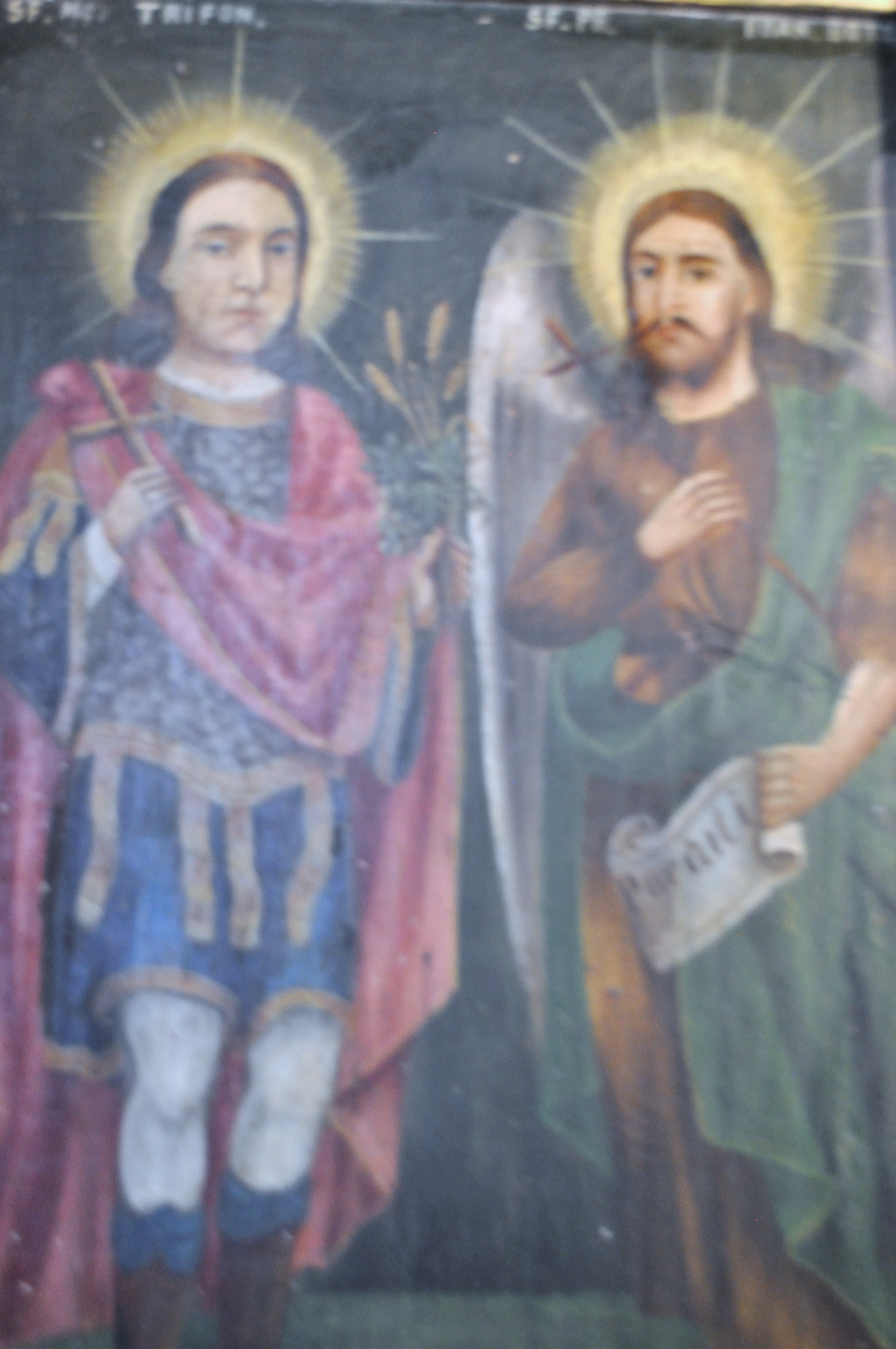
Sfântul Mucenic Trifon
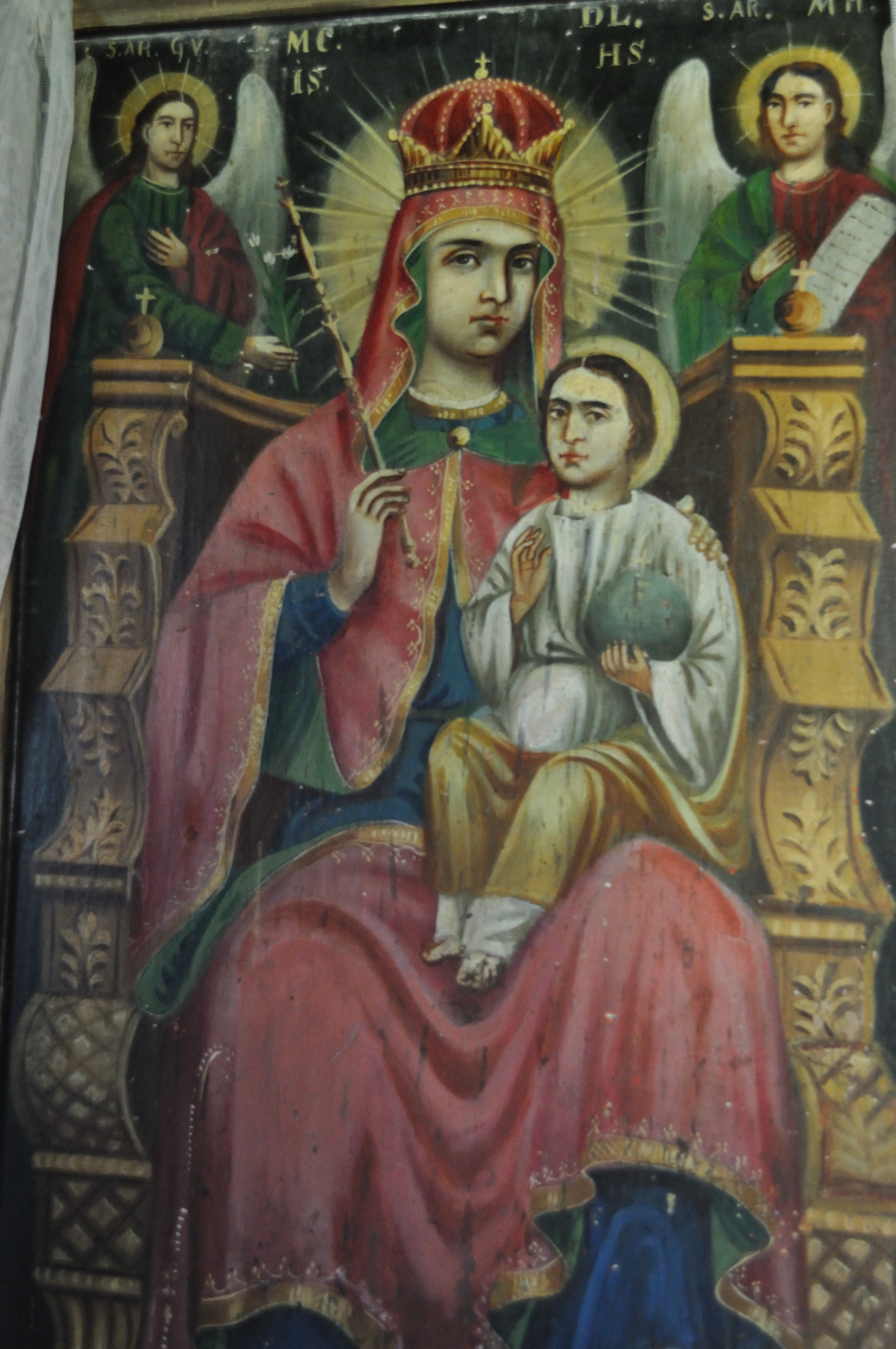
Maica Domnului cu Pruncul